# Liste der Biografien/Pas
Liste der Biografien |
Portal Biografien |
Personensuche
# |
A |
B |
C |
D |
E |
F |
G |
H |
I |
J |
K |
L |
M |
N |
O |
P |
Q |
R |
S |
T |
U |
V |
W |
X |
Y |
Z |
?
 
Pa |
Pc |
Pe |
Pf |
Ph |
Pi |
Pj |
Pk |
Pl |
Pm |
Pn |
Po |
Pr |
Ps |
Pt |
Pu |
Pv |
Pw |
Py
 
Paa |
Pab |
Pac |
Pad |
Pae |
Paf |
Pag |
Pah |
Pai |
Paj |
Pak |
Pal |
Pam |
Pan |
Pao |
Pap |
Paq |
Par |
Pas |
Pat |
Pau |
Pav |
Paw |
Pax |
Pay |
Paz
Die Liste der Biografien führt alle Personen auf, die in der deutschsprachigen Wikipedia einen Artikel haben. Dieses ist eine Teilliste mit 907 Einträgen von Personen, deren Namen mit den Buchstaben „Pas“ beginnt.

## Pas
- Pas, Antoine de (1648–1711), französischer General und Buchautor
- Pas, Antonius van der (1920–2008), niederländischer Künstler
- Pas, Benito van de (* 1993), holländischer Dartspieler
- Paś, Dominik (* 1999), polnischer Eishockeyspieler
- Päs, Heinrich (* 1971), deutscher theoretischer Physiker
- Pas, Ion (1895–1974), rumänischer Politiker (PCR), Journalist und Schriftsteller
- Pas, Isaac de (1618–1688), französischer General, Vizekönig in Amerika und Diplomat
- Pas, Manassès de (1590–1640), französischer Feldherr und Gesandter
- Pas, Nikolaus van der (* 1943), deutscher Ökonom, Generaldirektor der Europäischen Kommission

### Pasa
- Pasaban, Edurne (* 1973), spanische Extrembergsteigerin, AbenteurerinEdurne Pasaban (* 1973)

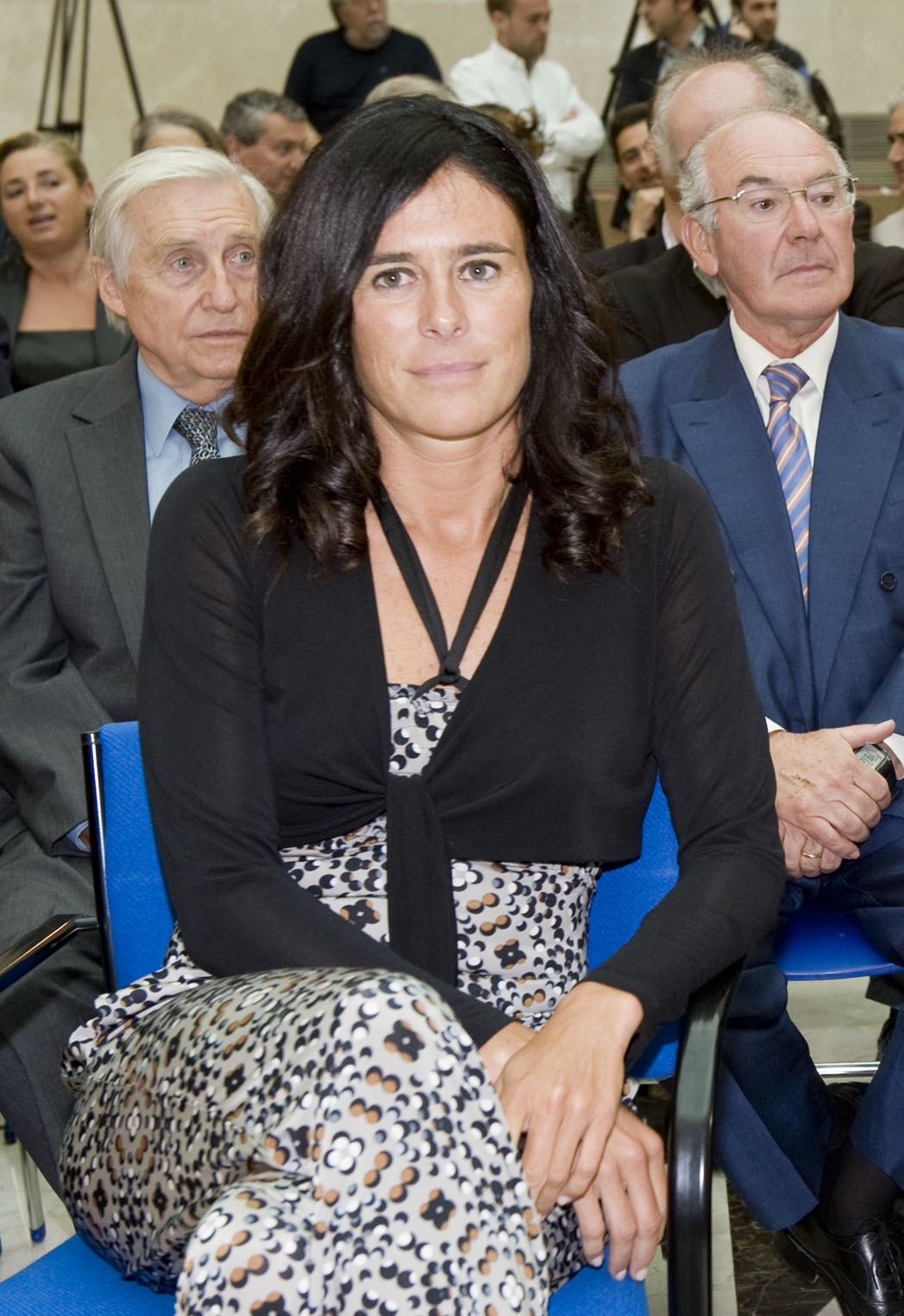
Edurne Pasaban (* 1973)

- Pasache, Pablo (1915–1990), peruanischer Fußballspieler
- Pāsādika, Bhikkhu (* 1939), deutscher Indologe und buddhistischer Meister
- Pašagič, Alen (* 1989), slowenischer Fußballspieler
- Pašagić, Omar (* 1997), bosnisch-herzegowinischer Fußballspieler
- Paşalı, Selahattin (* 1990), türkischer Schauspieler
- Pašalić, Ivić (* 1960), kroatischer Politiker und Ministerpräsident
- Pašalić, Marco (* 2000), kroatisch-deutscher Fußballspieler
- Pašalić, Mario (* 1995), kroatischer Fußballspieler
- Pasalidis, Ioannis (1889–1968), griechischer Politiker und Arzt
- Pasamontes, Luis (* 1979), spanischer Radrennfahrer
- Pasanen, Jari (* 1964), finnischer Eishockeyspieler und -trainer
- Pasanen, Leena (* 1965), finnische Journalistin und Filmfest-Direktorin
- Pasanen, Petri (* 1980), finnischer Fußballspieler
- Pasang Lhamu Sherpa (1961–1993), nepalesische BergsteigerinPasang Lhamu Sherpa (1961–1993)

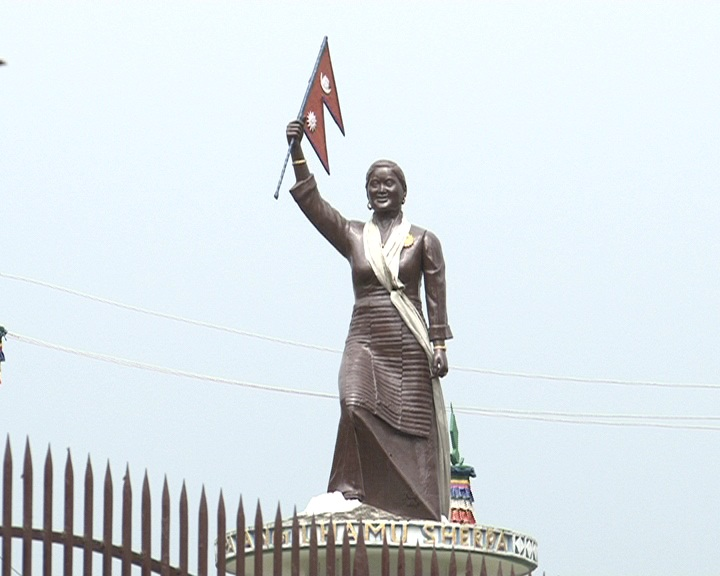
Pasang Lhamu Sherpa (1961–1993)

- Pašanski, Boris (* 1982), serbischer Tennisspieler
- Pasarell, Charlie (* 1944), US-amerikanischer Tennisspieler und -funktionär
- Păsăroiu, Cristina (* 1987), rumänische Opernsängerin (Sopran)
- Pasatieri, Thomas (* 1945), US-amerikanischer Komponist
- Paşayev, Nizami (* 1981), aserbaidschanischer Gewichtheber
- Paşazadə, Allahşükür (* 1949), aserbaidschanischer Geistlicher, Scheichülislam und Großmufti des Kausasus

### Pasb
- Pasborg, Stefan (* 1974), dänischer Jazzbandleader, Schlagzeuger und Komponist
- Pasbrig, Elrid (* 1974), deutsche Politikerin (SPD), MdL Sachsen-Anhalt

### Pasc
- Pașca, Gheorghe (1901–1956), rumänischer antikommunistischer Partisan in der Region Maramureş
- Pașca, Mirela (* 1975), rumänische Kunstturnerin
- Pascal FEOS (1968–2020), deutscher Discjockey und Musikproduzent
- Pascal, Amy (* 1958), US-amerikanische Managerin und Filmproduzentin
- Pascal, Blaise (1623–1662), französischer Philosoph, Physiker und MathematikerBlaise Pascal (1623–1662)

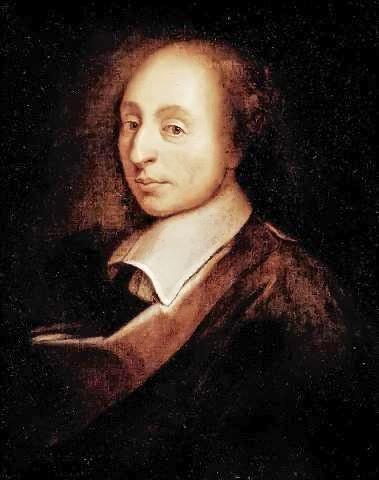
Blaise Pascal (1623–1662)

- Pascal, Christel (* 1973), französische Skirennläuferin
- Pascal, Christine (1953–1996), französische Schauspielerin und Regisseurin
- Pascal, Claude (1921–2017), französischer Komponist
- Pascal, Claude (1931–1993), französischer Comiczeichner
- Pascal, Constance (1877–1937), rumänisch-französische Psychiaterin
- Pascal, Ernesto (1865–1940), italienischer Mathematiker und Hochschullehrer
- Pascal, Étienne (1588–1651), französischer Anwalt, Verwaltungsbeamter und Mathematiker
- Pascal, Gabriel (1891–1954), ungarischer Produzent, Regisseur, Drehbuchautor und Schauspieler
- Pascal, Gisèle (1921–2007), französische Schauspielerin
- Pascal, Jacqueline (1625–1661), Nonne
- Pascal, Jean (* 1982), kanadischer Boxer
- Pascal, Jean Barthélemy (1774–1853), deutscher Maler
- Pascal, Jean-Claude (1927–1992), französischer Theater- und Filmschauspieler und Sänger
- Pascal, Jean-Louis (1837–1920), französischer Architekt der Beaux-Arts-Tradition
- Pascal, Lux (* 1992), chilenisch-US-amerikanische Schauspielerin
- Pascal, Madeleine (* 1946), französische Sängerin
- Pascal, Marie-Georges (1946–1985), französische Schauspielerin
- Pascal, Olivia (* 1957), deutsche Schauspielerin
- Pascal, Patrick (* 1974), nigerianischer Fußballspieler
- Pascal, Paul (1880–1968), französischer Chemiker
- Pascal, Pedro (* 1975), US-amerikanischer Schauspieler chilenischer HerkunftPedro Pascal (* 1975)

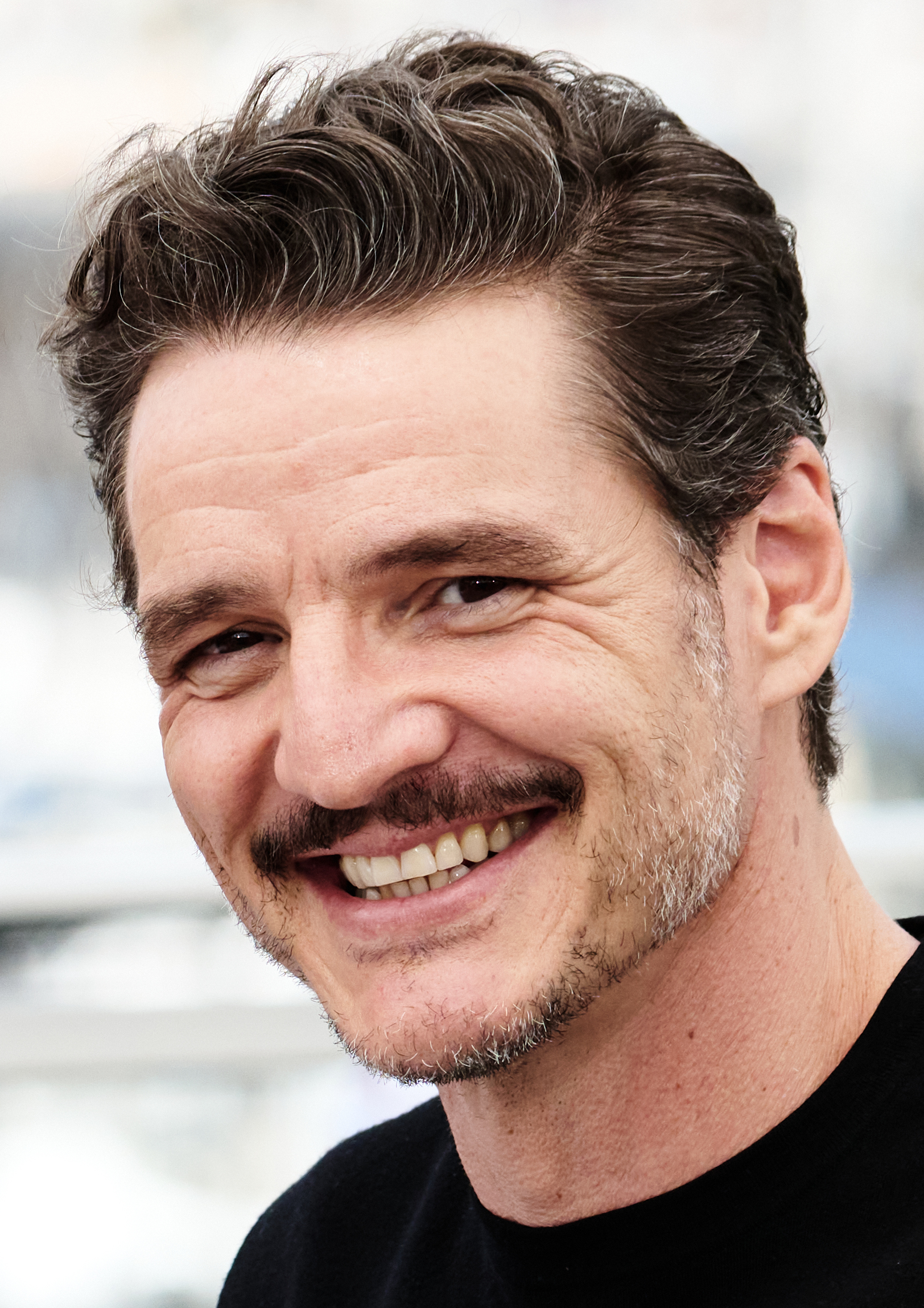
Pedro Pascal (* 1975)

- Pascal, Petra (* 1934), deutsche Chanson-Sängerin und Moderatorin
- Pascal, René († 2025), deutscher Schlagersänger und Gastronom
- Pascal, Roy (1904–1980), englischer Germanist
- Pascal, Susan, US-amerikanische Jazzmusikerin
- Pascal-Trouillot, Ertha (* 1943), haitianische Juristin und Politikerin
- Pascal-Vallongue, Joseph Sécret (1763–1806), französischer Brigadegeneral der Pionier
- Pașcalău, Florina (* 1982), rumänische Basketballspielerin
- Pascale, Jan, Szenenbildnerin
- Pascale, Joanna (* 1979), US-amerikanische Jazzsängerin
- Pascali, Pino (1935–1968), italienischer Künstler
- Pascalidou, Melina, schwedische Schauspielerin
- Pascalis (* 1946), griechischer Sänger
- Pașcanu, Alexandru (1920–1989), rumänischer Komponist und Musikpädagoge
- Pascarel, Nicolas (* 1966), französischer Fotograf
- Pascarella, Gennaro (* 1948), italienischer Geistlicher, emeritierter römisch-katholischer Bischof von Pozzuoli und Ischia
- Pascari, Cosmin (* 1998), rumänischer Ruderer
- Pascariuc, Paul (* 1999), österreichischer Beachvolleyballspieler
- Pascasius, antiker Glasmacher römischer Zeit
- Pasch, Albert R. (1934–2022), deutscher Schauspieler, Theaterregisseur, Hörspielsprecher und Bühnenautor
- Pasch, Clemens (1910–1985), deutscher Bildhauer und Maler
- Pasch, Georg (1661–1707), deutscher Logiker und evangelischer Theologe
- Pasch, Gerd (* 1951), deutscher Hörfunkredakteur und Pädagoge
- Pasch, Gerhart (* 1939), deutscher Architekt
- Pasch, Gustaf Erik (1788–1862), schwedischer Chemiker, Arzt und Erfinder
- Pasch, Johan (1706–1769), schwedischer Maler
- Pasch, Julia Maria (* 1986), deutsch-österreichische Geigenbauerin
- Pasch, Lorenz der Ältere († 1766), schwedischer Maler
- Pasch, Lorenz der Jüngere (1733–1805), schwedischer Maler
- Pasch, Ludwig (1919–2015), österreichischer Hauptschullehrer, Autor, Kulturbotschafter, Gründer und Leiter der Innviertler Schulspatzen
- Pasch, Moritz (1843–1930), deutscher Mathematiker
- Pasch, Reginald (1883–1965), deutscher Schauspieler
- Pasch, Ulrika (1735–1796), schwedische Malerin
- Pascha, Benderli, türkischer Großwesir des Osmanischen Reiches
- Pascha, Hasan İzzet (1871–1931), osmanischer General und Pascha
- Pascha, Hüseyin Hilmi (1855–1922), osmanischer GroßwesirHüseyin Hilmi Pascha (1855–1922)

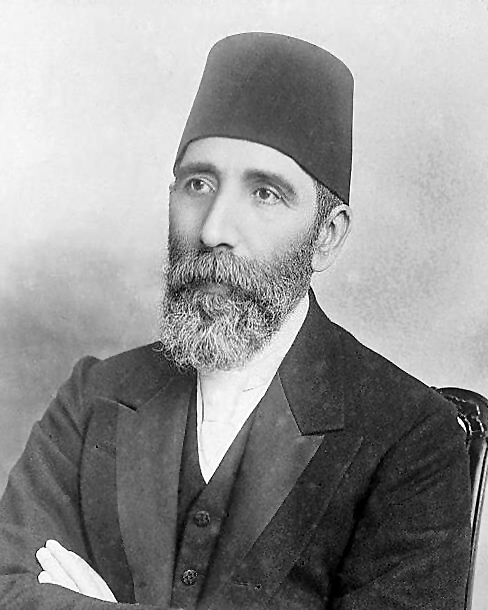
Hüseyin Hilmi Pascha (1855–1922)

- Pascha, Mahmud Hamdi (1828–1885), polnischer Jude
- Pascha, Melek Ibrahim (1595–1685), osmanischer Heerführer
- Pascha, Mustafa († 1902), Hamidiye-Kommandeur und Stammesführer der kurdischen Mîran
- Pascha, Mustafa Zihni (1838–1912), osmanischer Beamter
- Pascha, Norbert (* 1981), deutscher Eishockey-Spieler
- Pascha, Osman (1858–1890), osmanischer Konteradmiral
- Pascha, Riyad († 1911), ägyptischer Staatsmann
- Pascha, Serhafiye Fehim (1873–1908), Beamter im Osmanischen Reich
- Paschajan, Benur (1959–2019), sowjetischer Ringer und armenischer Sportfunktionär
- Paschajan, Garabed (1864–1915), armenischer Arzt und osmanischer Parlamentsabgeordneter
- Paschal, Bill (1921–2003), US-amerikanischer American-Football-Spieler
- Paschal, John († 1361), englischer Geistlicher, Bischof von Llandaff
- Paschal, Pierre de (1522–1565), französischer Literat
- Paschal, Thomas M. (1845–1919), US-amerikanischer Politiker
- Paschalidis, Miltos (* 1969), griechischer Musiker, Komponist und Sänger
- Paschalidou, Theodora (* 1997), blinde, griechische Judoka
- Paschalidou-Moreti, Alexandra (1912–2010), griechische Architektin
- Paschalis I., Bischof von Chur
- Paschalis I. († 692), Gegenpapst (687 oder 687–692)
- Paschalis I. († 824), Papst (817–824)
- Paschalis II. († 1118), Papst (1099–1118)Paschalis II. († 1118)

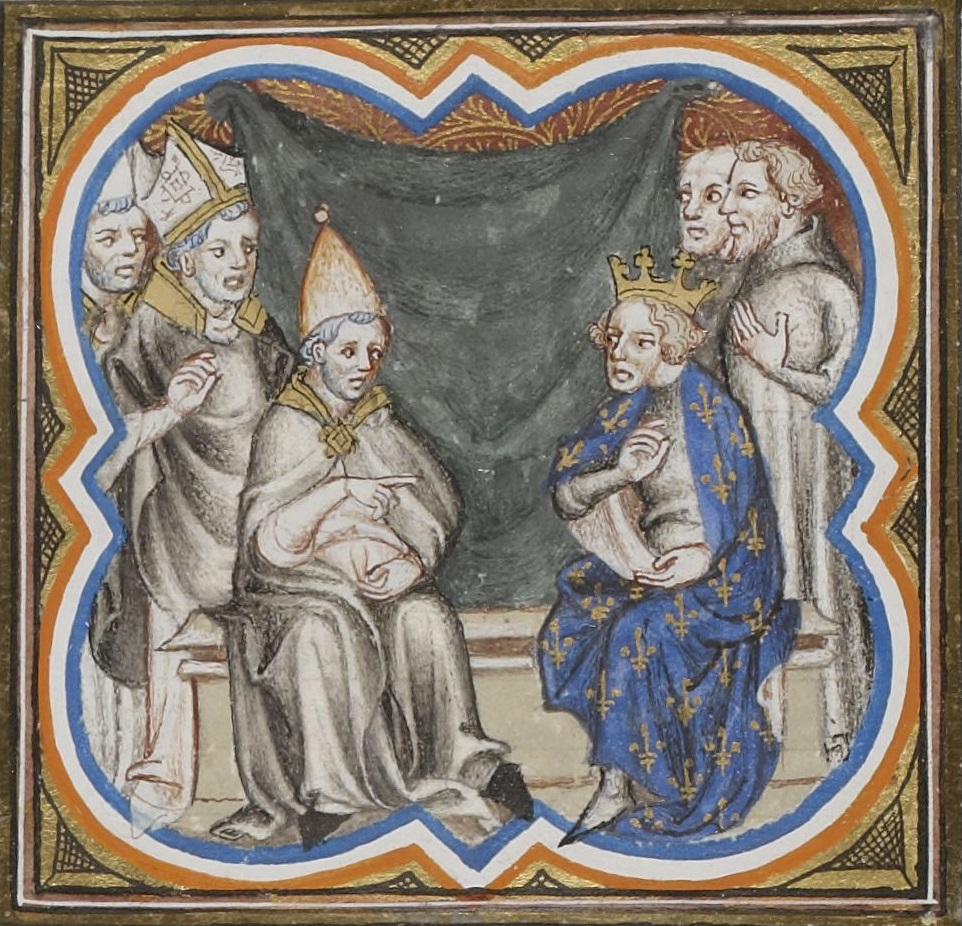
Paschalis II. († 1118)

- Paschalis III. († 1168), Gegenpapst zu Papst Alexander III. (1164–1168)
- Paschalis, Michael, griechischer Klassischer Philologe und Neogräzist
- Paschall, Eric (* 1996), US-amerikanischer Basketballspieler
- Paschalska, Kaja (* 1986), polnische Schauspielerin
- Paschang, John Linus (1895–1999), US-amerikanischer römisch-katholischer Geistlicher, Bischof von Grand Island
- Paschasia, Märtyrerin und Heilige
- Paschasius Radbertus, fränkischer Benediktiner, Theologe und Abt von Corbie
- Paschasius von Arles, Erzbischof von Arles
- Paschasius von Neapel, Bischof in Neapel
- Paschburg, Niklas (* 1994), deutscher Pianist und Komponist
- Pasche, Alexandre (* 1991), Schweizer Fußballspieler
- Pasche, Charles (1903–1958), Schweizer Fussballtorhüter
- Pasche, Erik (1955–2010), deutscher Wasserbauingenieur und Hochschullehrer
- Pasche, Frank (* 1993), Schweizer Bahnradsportler
- Pasche, Heinrich († 1618), deutscher Kaufmann und Ratsherr der Hansestadt Lübeck
- Pasche, Joachim (1527–1578), brandenburgischer evangelischer Geistlicher und Hofprediger
- Pasche, John (* 1945), Künstler und Grafik-Designer
- Pasche, Martin (1565–1626), deutscher Jurist und Bürgermeister von Berlin
- Pasche, Robert (1862–1930), deutscher evangelischer Geistlicher
- Pasche, Sibylle (* 1976), Schweizer Künstlerin und Bildhauerin
- Paschedag, Udo (* 1954), deutscher politischer Beamter
- Paschek, Carl (* 1938), deutscher Germanist und Bibliothekar
- Paschek, Frank (* 1956), deutscher Leichtathlet und Olympiamedaillengewinner
- Paschek, Michael (* 1950), deutscher Fußballspieler
- Paschek, Wilhelm (1897–1952), deutscher Politiker (WAV, DP), MdB
- Pascheles, Wolf (1814–1857), österreichischer jüdischer Buchhändler, Verleger und Schriftsteller
- Paschen, Adolf (1856–1925), deutscher Vizeadmiral der Kaiserlichen Marine
- Paschen, August Philipp Conrad (1814–1882), deutscher Jurist
- Paschen, Carl (1857–1923), deutscher Konteradmiral
- Paschen, Eduard (1815–1910), deutscher Militärarzt, zuletzt Generalarzt
- Paschen, Enrique (1860–1936), deutscher Pathologe und Erstbeschreiber des Pockenvirus Variola
- Paschen, Friedrich (1804–1873), deutscher Astronom und Geodät
- Paschen, Friedrich (1865–1947), deutscher PhysikerFriedrich Paschen (1865–1947)

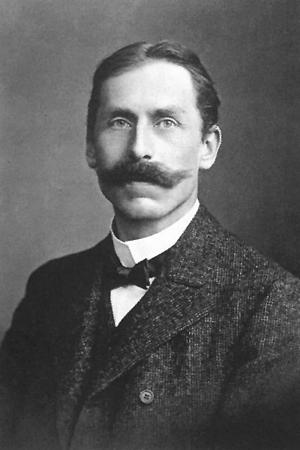
Friedrich Paschen (1865–1947)

- Paschen, Günther (1880–1943), deutscher Kapitän zur See der Kriegsmarine und NS-Opfer
- Paschen, Hans (1896–1960), deutscher Regattasegler
- Paschen, Herbert (* 1933), deutscher Ökonom
- Paschen, Herbert (* 1935), deutscher Politiker (CDU), MdL
- Paschen, Johann (1852–1927), deutscher Jurist und Bürgermeister von Rostock
- Paschen, Karl (1835–1911), deutscher Marineoffizier, zuletzt Admiral
- Paschen, Konrad (1909–1992), deutscher Sportpädagoge und Sportwissenschaftler sowie Professor an der Universität Hamburg für Sportpädagogik
- Paschen, Maruan (* 1984), deutscher Schriftsteller
- Paschen, Otto (1873–1947), Dompropst in Köln
- Paschen, Peter (1935–2013), deutsch-österreichischer Metallurg; Rektor der Montanuniversität Leoben
- Paschen, Wilhelm (1870–1914), deutscher Kapitän zur See der Kaiserlichen Marine
- Pascher von Osserburg, Karl (1847–1910), Generalinspektor der Österreichischen Eisenbahnen
- Pascher, Adolf (1881–1945), böhmischer Botaniker
- Pascher, Fridhardt (* 1936), deutscher Kommunalpolitiker und Musikverleger
- Pascher, Hans (1858–1942), österreichischer Architekt des Historismus
- Pascher, Joseph (1893–1979), deutscher Theologe und Direktor des Georgianums
- Pascher, Kurt (* 1958), deutscher Komponist, Arrangeur und Dirigent
- Pascher, Maria (1884–1969), deutsche Politikerin (SPD, KPD), MdL
- Pascher, Michael (* 1979), österreichischer SchauspielerMichael Pascher (* 1979)

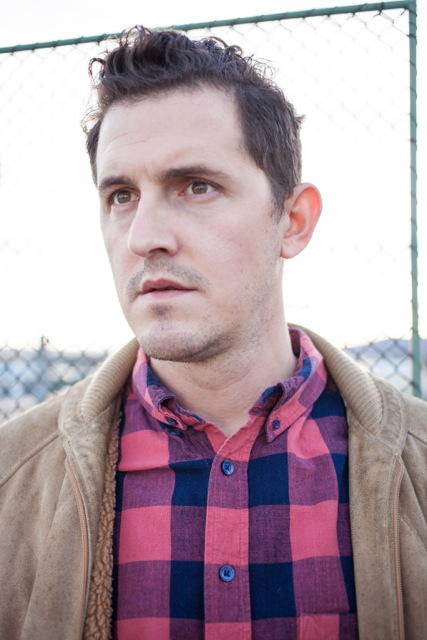
Michael Pascher (* 1979)

- Paschetto, Paolo (1885–1963), italienischer Maler
- Paschikjan, Arman (* 1987), armenischer Schachmeister
- Pasching, Martin (* 1969), österreichischer Musical-Darsteller, Sänger und Schauspieler
- Paschinger, Herbert (1911–1992), österreichischer Geograph
- Paschinjan, Nikol (* 1975), armenischer Politiker
- Paschitnow, Alexei Leonidowitsch (* 1956), US-amerikanischer Programmierer und SpieleentwicklerAlexei Leonidowitsch Paschitnow (* 1956)

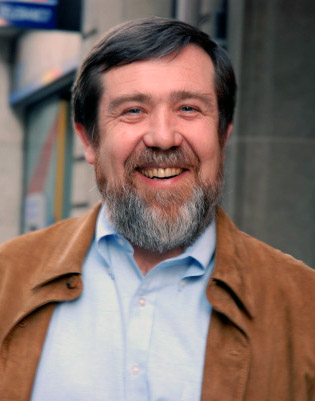
Alexei Leonidowitsch Paschitnow (* 1956)

- Paschke, Adolf (1891–1978), deutscher Nachrichtenoffizier
- Päschke, Bernd (1931–2012), deutscher evangelischer Theologe
- Paschke, Ellen (* 1947), deutsche Gewerkschafterin, Vorstandsmitglied der Gewerkschaft ver.di
- Paschke, Felix (* 2003), deutscher Fußballspieler
- Paschke, Fritz (1929–2022), österreichischer Elektrotechniker und Hochschullehrer
- Paschke, Helga (* 1953), deutsche Politikerin (Die Linke), MdL
- Paschke, Jürgen (* 1952), evangelischer Theologe und Publizist, Bundesvorsitzender des Blauen Kreuzes
- Paschke, Karl Theodor (1935–2023), deutscher Diplomat
- Paschke, Manfred (1934–2024), deutscher Fußballspieler
- Paschke, Marian (* 1954), deutscher Rechtswissenschaftler
- Paschke, Marie (1864–1932), deutsche Malerin
- Paschke, Markus (* 1963), deutscher Politiker (SPD), MdB
- Paschke, Max (1868–1932), deutscher Verleger
- Paschke, Melanie (* 1970), deutsche Sprinterin
- Paschke, Petra (* 1938), deutsche Bildhauerin
- Paschke, Pius (* 1990), deutscher SkispringerPius Paschke (* 1990)

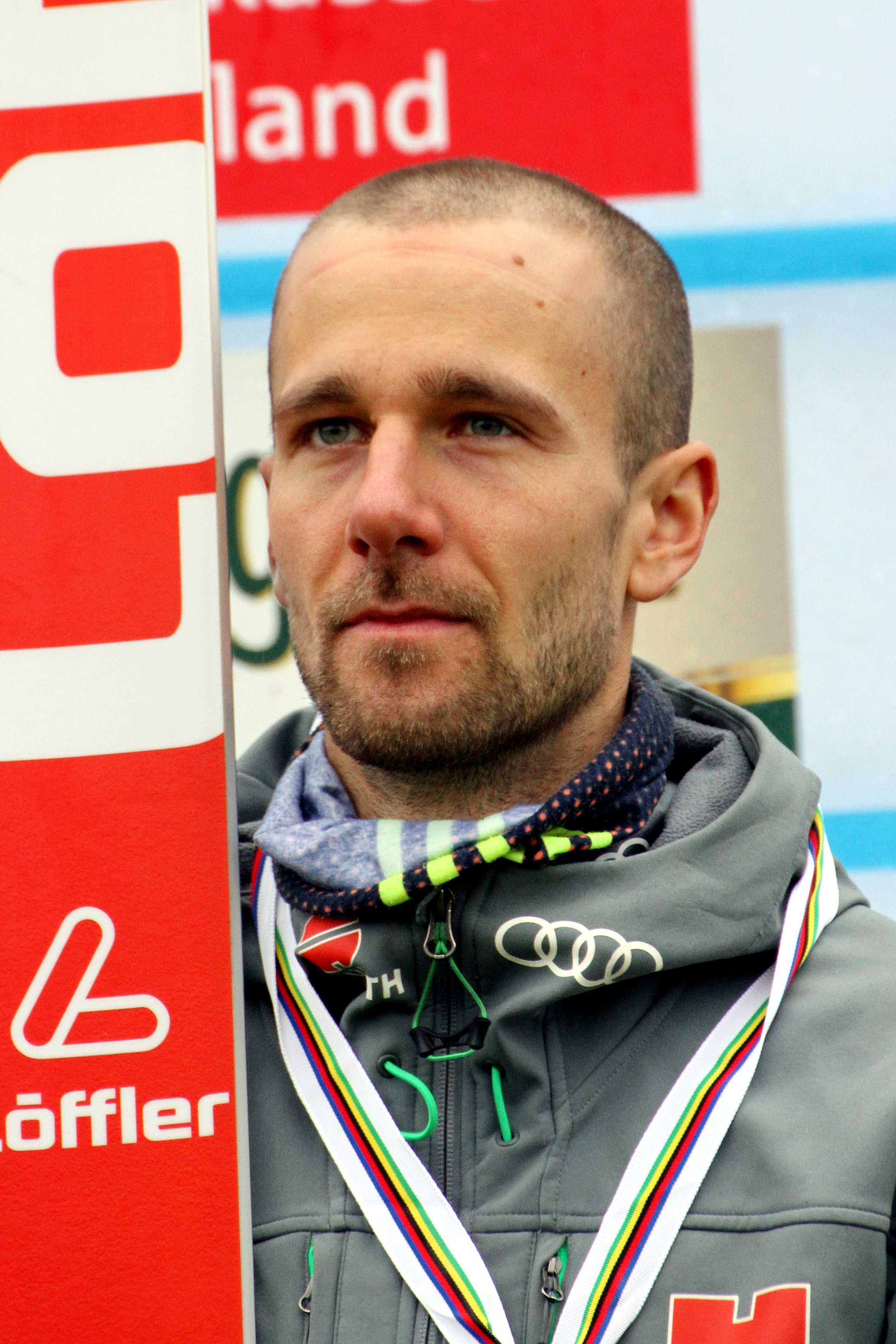
Pius Paschke (* 1990)

- Paschke, Robert (1905–1985), deutscher Arzt und Studentenhistoriker
- Paschke, Steffi (* 1964), deutsch-US-amerikanische Schauspielerin und Kabarettistin
- Paschke-Lehmann, Annette (* 1958), deutsche Politikerin (Bündnis 90/Die Grünen), MdL
- Paschkewitsch, Alaisa (1876–1916), belarussische Autorin und politische Aktivistin
- Paschkewitsch, Igor Anatoljewitsch (1971–2016), sowjetischer, russischer und aserbaidschanischer Eiskunstläufer
- Paschkewitsch, Wassili Alexejewitsch († 1797), russischer Komponist
- Paschkis, Heinrich (1849–1923), österreichischer Mediziner und Pharmakologe
- Paschko, Atena (1931–2012), ukrainische Dichterin, soziale Aktivistin, Ehefrau von Wjatscheslaw Tschornowil
- Paschkovsky, Theophilus (1874–1950), russischer Geistlicher, Metropolit von Amerika
- Paschkow, Alexander Konstantinowitsch (* 1944), russischer Eishockeyspieler
- Paschkowa, Jewgenija Sergejewna (* 1989), russische Tennisspielerin
- Paschner, Olaf (* 1966), deutscher Regisseur, Schauspieler und Produzent
- Paschnin, Michail Walerjewitsch (* 1989), russischer Eishockeyspieler
- Paschoal, Hélio (1927–2005), brasilianischer Ordensgeistlicher und römisch-katholischer Bischof von Livramento de Nossa Senhora
- Paschold, Christian (1949–2021), deutscher Bildhauer
- Paschold, Fritz (1888–1972), deutscher Politiker (NSDAP), MdR
- Paschold, Hermann (1879–1965), deutscher Maler
- Paschold, Kurt (* 1921), deutscher Mediziner und Hochschullehrer
- Paschold, Peter-Jürgen (1946–2013), deutscher Pflanzenbauwissenschaftler
- Paschold, Victoria (* 1990), deutsches Model
- Paschoud, Albert (1877–1949), Schweizer Politiker (FDP)
- Paschoud, Claude-Curdin (* 1994), Schweizer Eishockeyspieler
- Paschoud, David (1845–1924), Schweizer Politiker (FDP)
- Paschoud, François (1938–2022), Schweizer Altphilologe
- Paschoud, Maurice (1882–1955), Schweizer Politiker (FDP) und Hochschullehrer
- Paschtschenko, Andrei Filippowitsch (1885–1972), russischer Komponist
- Paschtschenko, Olga (* 1986), russische Pianistin, Fortepianistin, Cembalistin und Organistin
- Paschtschenko, Pjotr Petrowitsch (* 1991), russischer Biathlet
- Paschtschinski, Juri Gennadjewitsch (* 1982), russischer Billardspieler
- Paschtschuk, Ihor, ukrainischer Boxer
- Paschukanis, Jewgeni Bronislawowitsch (1891–1937), sowjetischer Jurist und marxistischer Rechtsphilosoph
- Paschutin, Jewgeni Jurjewitsch (* 1969), russischer Basketballtrainer und -spieler
- Paschutin, Sachar Jurjewitsch (* 1974), russischer Basketballspieler
- Paschwitz, Karl von (1793–1872), königlich preußischer Oberstleutnant und Ehrenbürger von Oranienburg
- Paschwitz, Karl von (1837–1880), deutscher Ingenieur und Reichseisenbahnbaumeister
- Pascin, Jules (1885–1930), bulgarischer Maler des ExpressionismusJules Pascin (1885–1930)

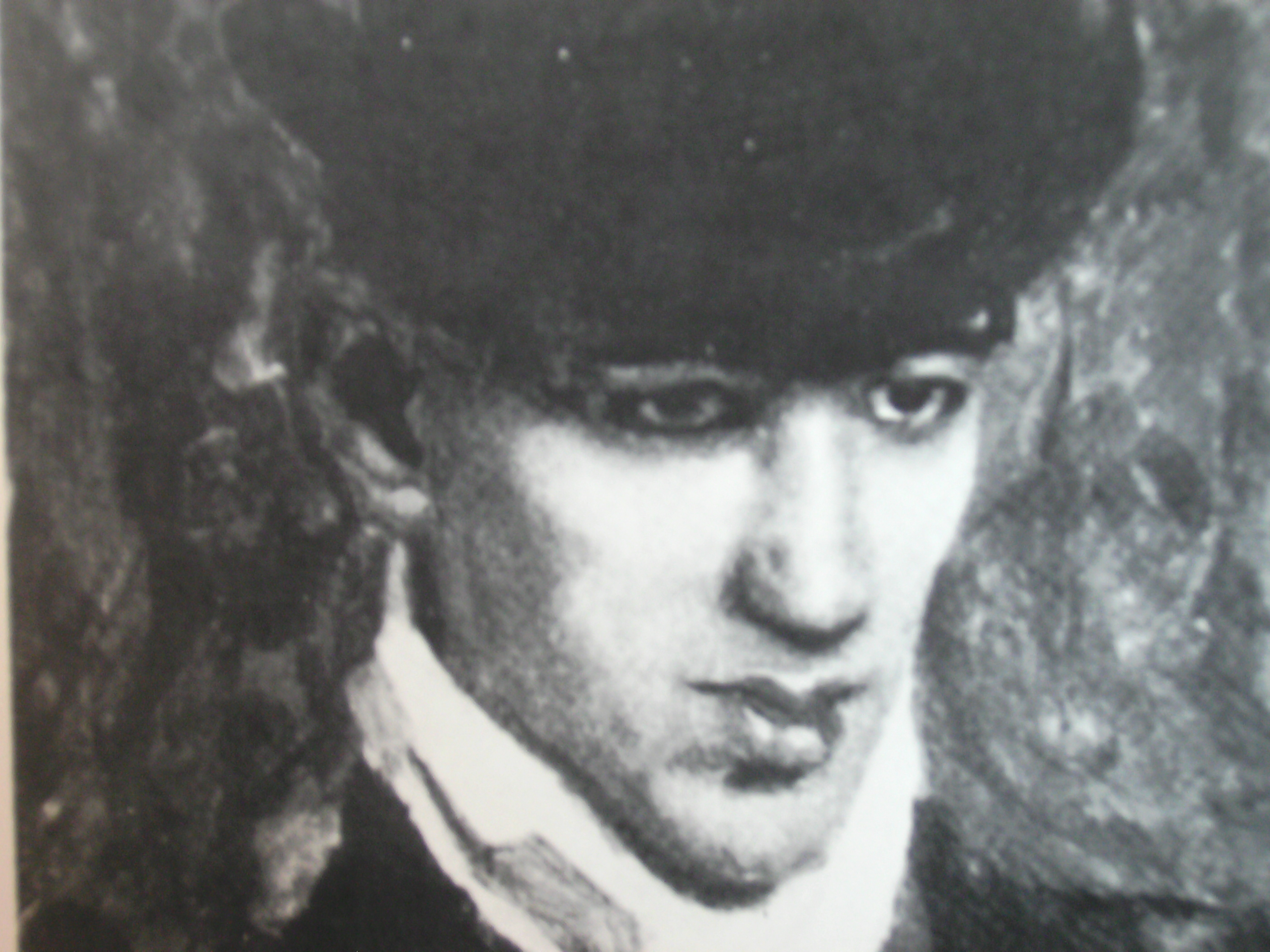
Jules Pascin (1885–1930)

- Pasco, Isabelle (* 1966), französische Schauspielerin
- Pasco, Ron (* 1972), kanadischer Eishockeyspieler und -trainer
- Pasco, Samuel (1834–1917), US-amerikanischer Senator von Florida
- Pasco, Tito Edralin (1930–2008), philippinischer Bischof
- Pascoaes, Teixeira de (1877–1952), portugiesischer Dichter und Mystiker
- Pascoal, Cláudia (* 1994), portugiesische Sängerin
- Pascoal, Hermeto (* 1936), brasilianischer MusikerHermeto Pascoal (* 1936)

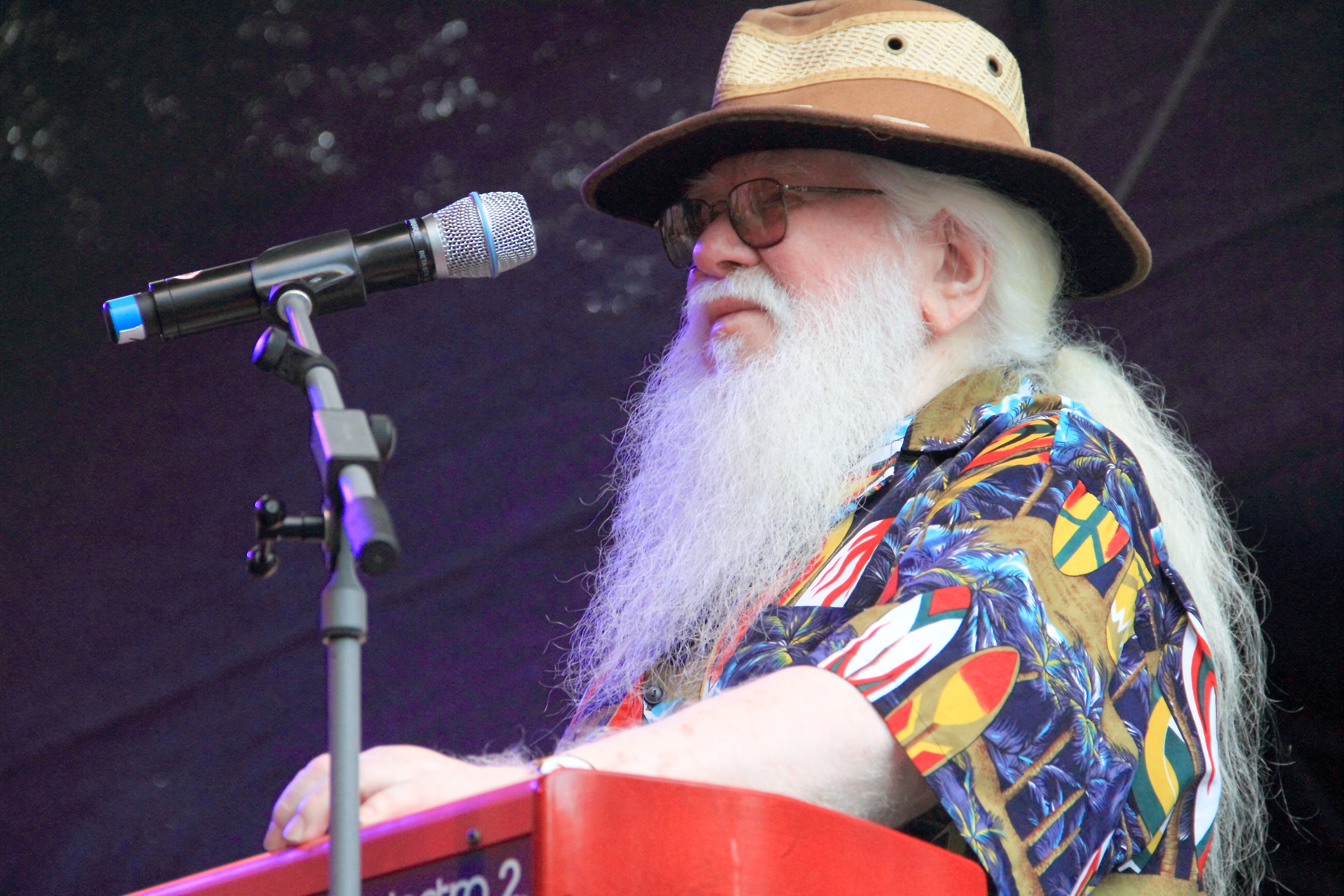
Hermeto Pascoal (* 1936)

- Pascoal, Pocas (* 1963), angolanische Filmregisseurin
- Pascoal, Stélvia (* 2002), angolanische Handballspielerin
- Pascoe, Alan (* 1947), britischer Leichtathlet und Olympiateilnehmer
- Pascoe, B. Lynn (* 1943), US-amerikanischer Diplomat, Botschafter in Indonesien und Malaysia sowie UN-Untergeneralsekretär
- Pascoe, Della (1949–2023), britische Sprinterin
- Pascoe, Francis Polkinghorne (1813–1893), englischer Entomologe
- Pascoe, Friedrich (1867–1930), deutscher Apotheker, Pharmazeut und Unternehmer
- Pascoe, Fritz (1899–1970), deutscher Unternehmer
- Pascoe, Robert (* 1932), britischer General
- Pascoli, Giovanni (1855–1912), italienischer Dichter
- Pascoli, Lione (1674–1744), italienischer Schriftsteller und Kunstsammler
- Pascoli, Plinio (1905–1999), italienischer römisch-katholischer Geistlicher und Weihbischof in Rom
- Pascolini, Johann (1831–1871), bayerischer Räuber
- Pascolo, Marco (* 1966), Schweizer Fussballspieler
- Pascolo, Steve (* 1970), französischer Forscher
- Pascottini, Mathias (* 1992), österreichischer Fernseh-, Radio- und Veranstaltungsmoderator
- Pascrell, Bill (1937–2024), US-amerikanischer Politiker
- Pascu, Ana (1944–2022), rumänische Florettfechterin
- Pascu, George (1912–1996), rumänischer Musikwissenschaftler, -pädagoge und Dirigent
- Pașcu, Ioan Mircea (* 1949), rumänischer Politiker, MdEP
- Pascu, Joan (* 1955), deutscher Schauspieler
- Pascu, Severina, rumänische Managerin
- Pascua, Rolando (* 1965), philippinischer Boxer
- Pascual Fuertes, Xavier (* 1968), spanischer Handballspieler und -trainerXavier Pascual Fuertes (* 1968)

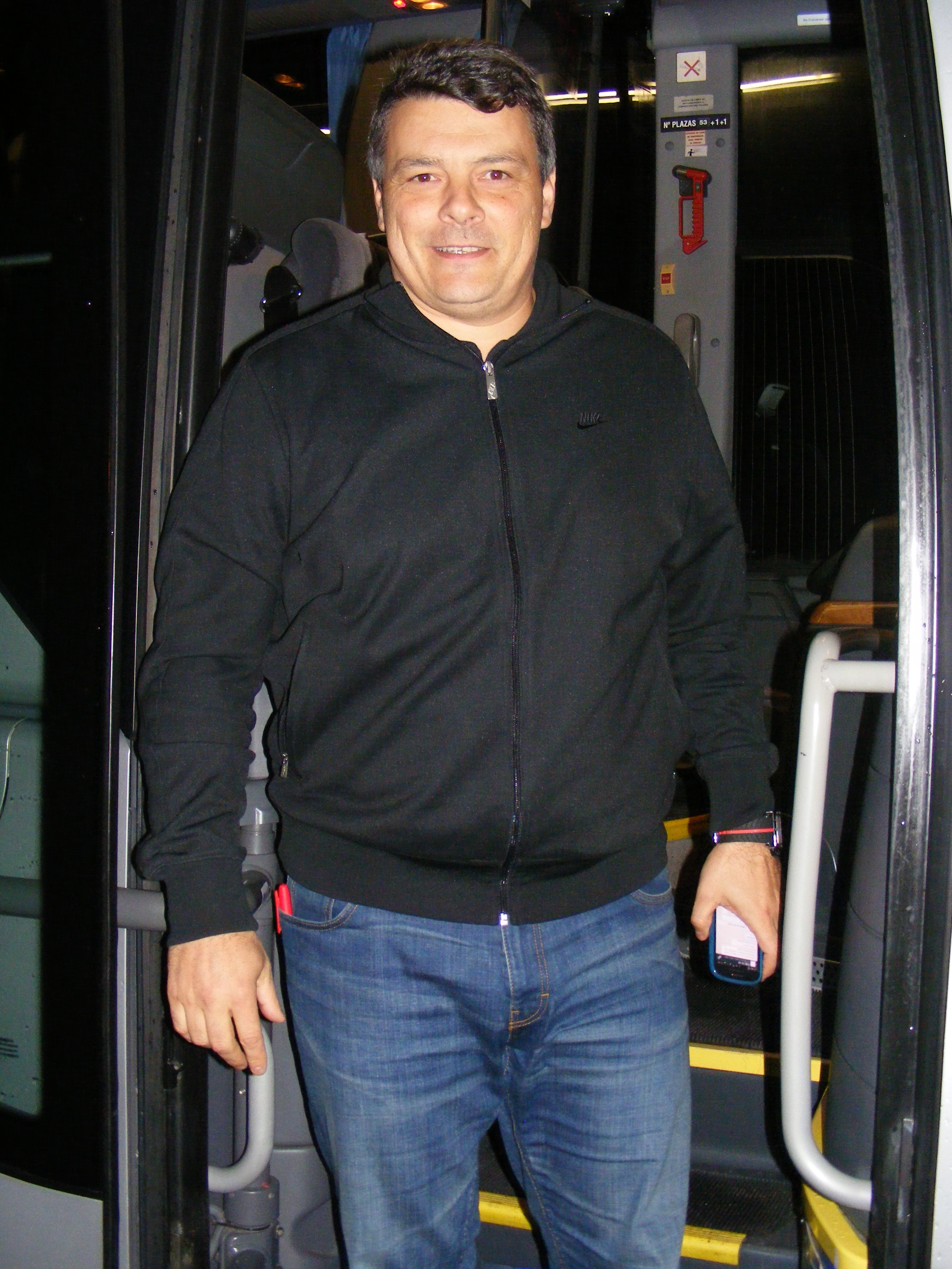
Xavier Pascual Fuertes (* 1968)

- Pascual i Rodés, Iu (1883–1949), spanischer Maler und Kunstpädagoge
- Pascual Söderbaum, Caterina (1962–2015), spanisch-schwedische Schriftstellerin und Übersetzerin
- Pascual Vives, Xavier (* 1972), spanischer Basketballtrainer
- Pascual, Antoine (* 1933), französischer Fußballspieler
- Pascual, Beatriz (* 1982), spanische Geherin
- Pascual, Carolina (* 1976), spanische Turnerin
- Pascual, Eddy (* 1992), aserbaidschanischer FußballspielerEddy Pascual (* 1992)

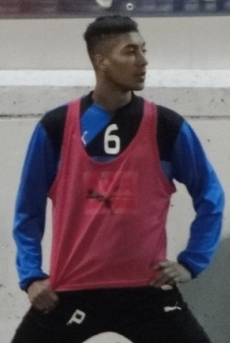
Eddy Pascual (* 1992)

- Pascual, Fernando (* 1991), argentinischer Fußballspieler
- Pascual, Gema (* 1979), spanische Radsportlerin
- Pascual, Griselda (1926–2001), spanische Mathematikerin und Hochschullehrerin
- Pascual, Javier (* 1971), spanischer Radrennfahrer
- Pascual, Pilar (* 2001), argentinische Schauspielerin, Sängerin und Tänzerin
- Pascual, Rafael (* 1970), spanischer Volleyballspieler
- Pascual, Rosendo (1925–2012), argentinischer Paläomammaloge
- Pascual-Leone, Alvaro (* 1961), spanischer Neurophysiologe und Professor an der Harvard Medical School
- Pascucci, Filippo (1907–1966), italienischer Fußballtrainer
- Pasculli, Antonio (1842–1924), italienischer Oboist und Komponist
- Pasculli, Ettore (* 1950), italienischer Filmregisseur
- Pasculli, Pedro (* 1960), argentinischer Fußballspieler
- Pascutti, Ezio (1937–2017), italienischer Fußballspieler und -trainer

### Pasd
- Pasda, Clemens (* 1964), deutscher Prähistoriker und Hochschullehrer
- Pasdar, Adrian (* 1965), US-amerikanischer SchauspielerAdrian Pasdar (* 1965)

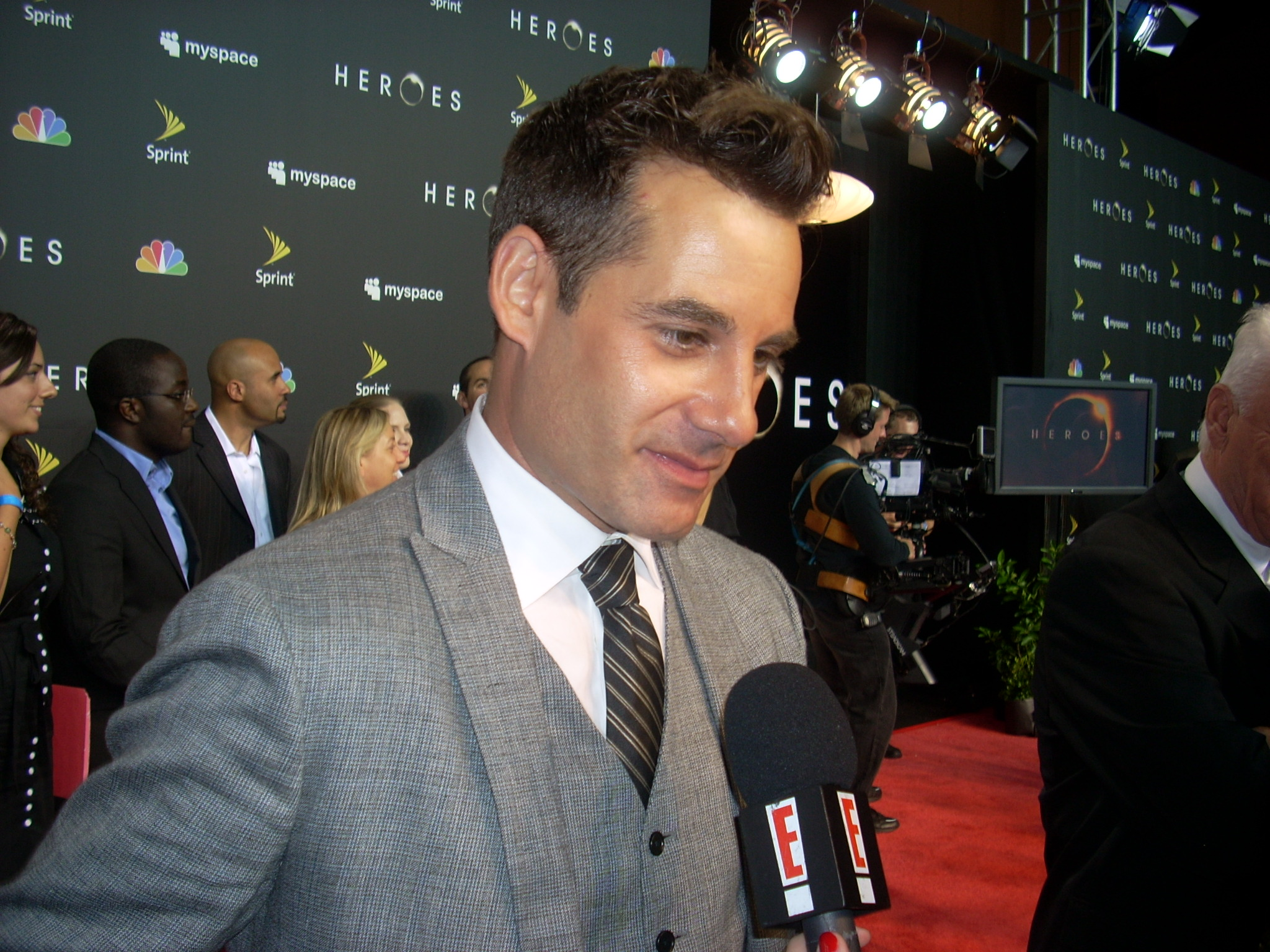
Adrian Pasdar (* 1965)

- Pasdeloup, Jules (1819–1887), französischer Dirigent
- Pasdirek-Coreno, Adalbert (* 1869), österreichischer Architekt, Kunsthandwerker und Stadtbaumeister in Graz
- Pasdzierny, Matthias (* 1976), deutscher Musikwissenschaftler
- Pasdzierny, Rolf (* 1944), deutscher Theater-Dramaturg

### Pase
- Paseas, griechischer Vasenmaler
- Paseas, Tyrann von Sikyon
- Pasedag, Otto (1877–1915), deutscher Bauingenieur und Baubeamter
- Paseiro Rodríguez, Reinaldo (1925–1973), kubanischer Radrennfahrer
- Pašek z Vratu, Jan († 1533), Prager Bürgermeister (1518–1524)
- Pasek, Benj (* 1985), US-amerikanischer Filmkomponist
- Pašek, Dušan junior (1985–2021), slowakischer Eishockeyspieler und -funktionär
- Pašek, Dušan senior (1960–1998), slowakischer Eishockeyspieler und -funktionär
- Pašek, Jan (1891–1960), tschechischer Maler
- Pasek, Jan Chryzostom († 1701), polnischer Adliger
- Pasek, Steve (* 1975), deutscher Ägyptologe, Historiker, Koptologe, Altphilologe
- Paseka, Angelika (* 1957), österreichische Pädagogin
- Pasel, Curt (1876–1944), deutscher Ministerialdirigent im Reichswirtschaftsministerium
- Paselli, Franco (1944–1944), beim Massaker von Marzabotto ermordetes Baby
- Päselt, Gerhard (* 1937), deutscher Politiker (CDU), MdB
- Pasemann, Christa (1935–2018), deutsche Schauspielerin
- Pasemann, Frank (* 1960), deutscher Politiker (AfD), MdBFrank Pasemann (* 1960)

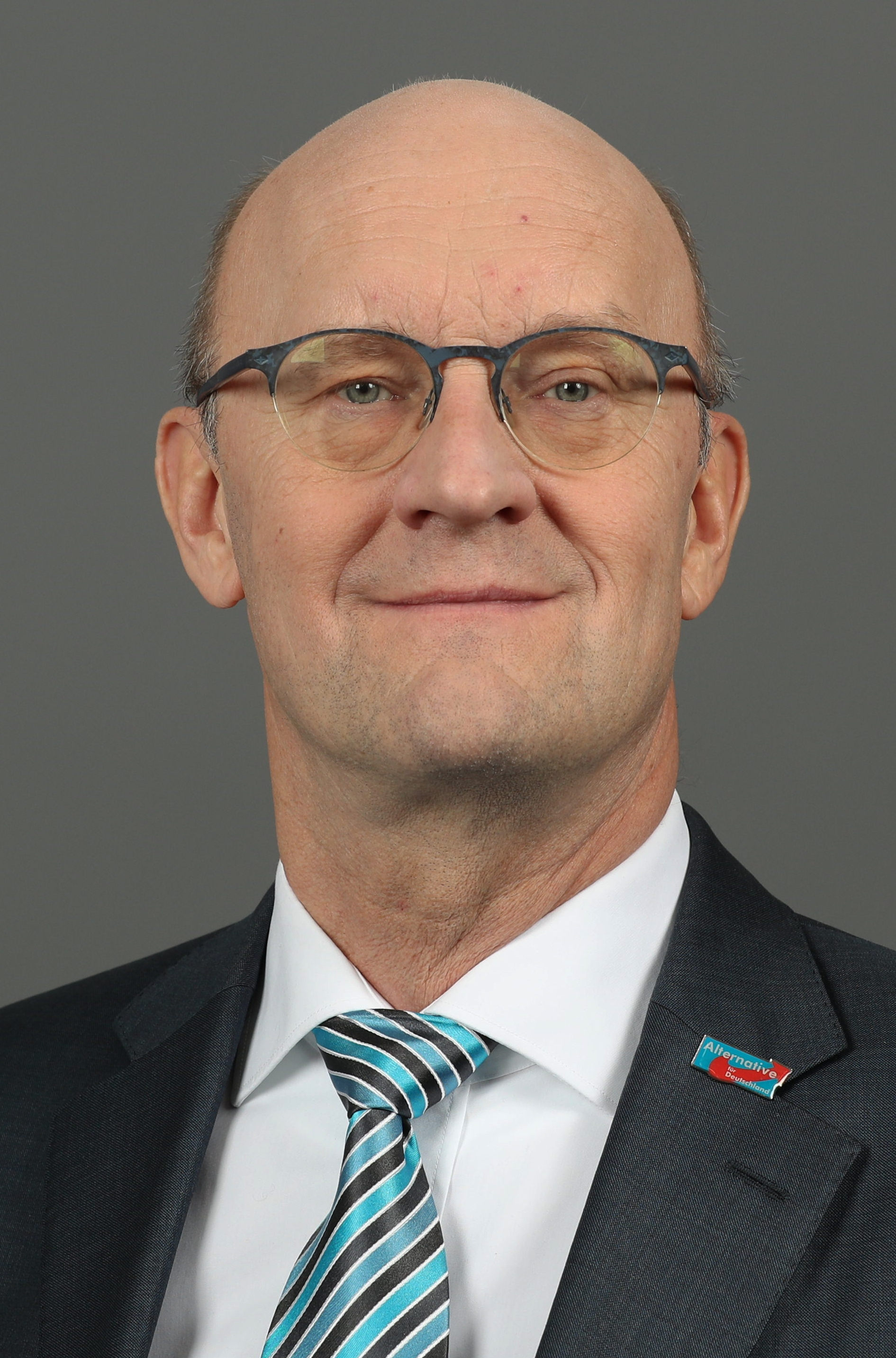
Frank Pasemann (* 1960)

- Pasemann, Robert (1886–1968), deutscher Leichtathlet
- Pasenko, Jegor Stanislawowitsch (* 1972), russischer Schauspieler
- Paser, ägyptischer Beamter unter Ramses II.
- Paser, ägyptischer Wesir unter Sethos I. und Ramses II.
- Pasero, Tancredi (1893–1983), italienischer Opernsänger (Bass)
- Pasetti, Anacleto (1850–1912), russischer Maler und Fotograf
- Pasetti, Florian von (1793–1875), österreichischer Donauregulierungskommissär und k.k. Hofrat
- Pasetti, Leo (1882–1937), deutscher Bühnenbildner
- Pasetti, Nicolo, US-amerikanisch-italienischer Schauspieler
- Pasetti, Peter (1916–1996), deutscher Schauspieler, Synchron- und Hörspielsprecher sowie Theaterschauspieler
- Pasetti-Friedenburg, Otto von (* 1903), österreichischer Tenor
- Pasetto, Luca Ermenegildo (1871–1954), italienischer Ordenspriester, Kurienerzbischof der römisch-katholischen Kirche
- Pasewaldt, Wilhelm (1812–1893), deutscher Kommunalpolitiker
- Pasewicz, Edward (* 1971), polnischer Dichter, Autor und Komponist

### Pasg
- Pasgrimaud, Didier (1966–2021), französischer Radrennfahrer

### Pash
- Pash, Alina (* 1993), ukrainische Sängerin und Rapperin
- Pash, Boris (1900–1995), US-amerikanischer OffizierBoris Pash (1900–1995)

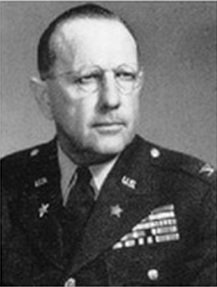
Boris Pash (1900–1995)

- Pasha, Ahmed Shuja (* 1952), pakistanischer Militärangehöriger
- Pasha, DJ, ukrainischer Radio-DJ und Fernsehmoderator
- Pasha, Juliana (* 1980), albanische Sängerin
- Pasha, Kamran (* 1972), US-amerikanischer Drehbuchautor, Regisseur und Schriftsteller in Hollywood
- Pasha, Nathan (* 1992), US-amerikanischer Tennisspieler
- Pasha, Nelrae (* 1970), US-amerikanische Leichtathletin
- Pashaj, Aldjon (* 1994), albanischer Fußballspieler
- Pashanim (* 2000), deutscher Rapper
- Pashayan, Charles (* 1941), US-amerikanischer Politiker
- Pashayeva, Ganira (1975–2023), aserbaidschanische PolitikerinGanira Pashayeva (1975–2023)

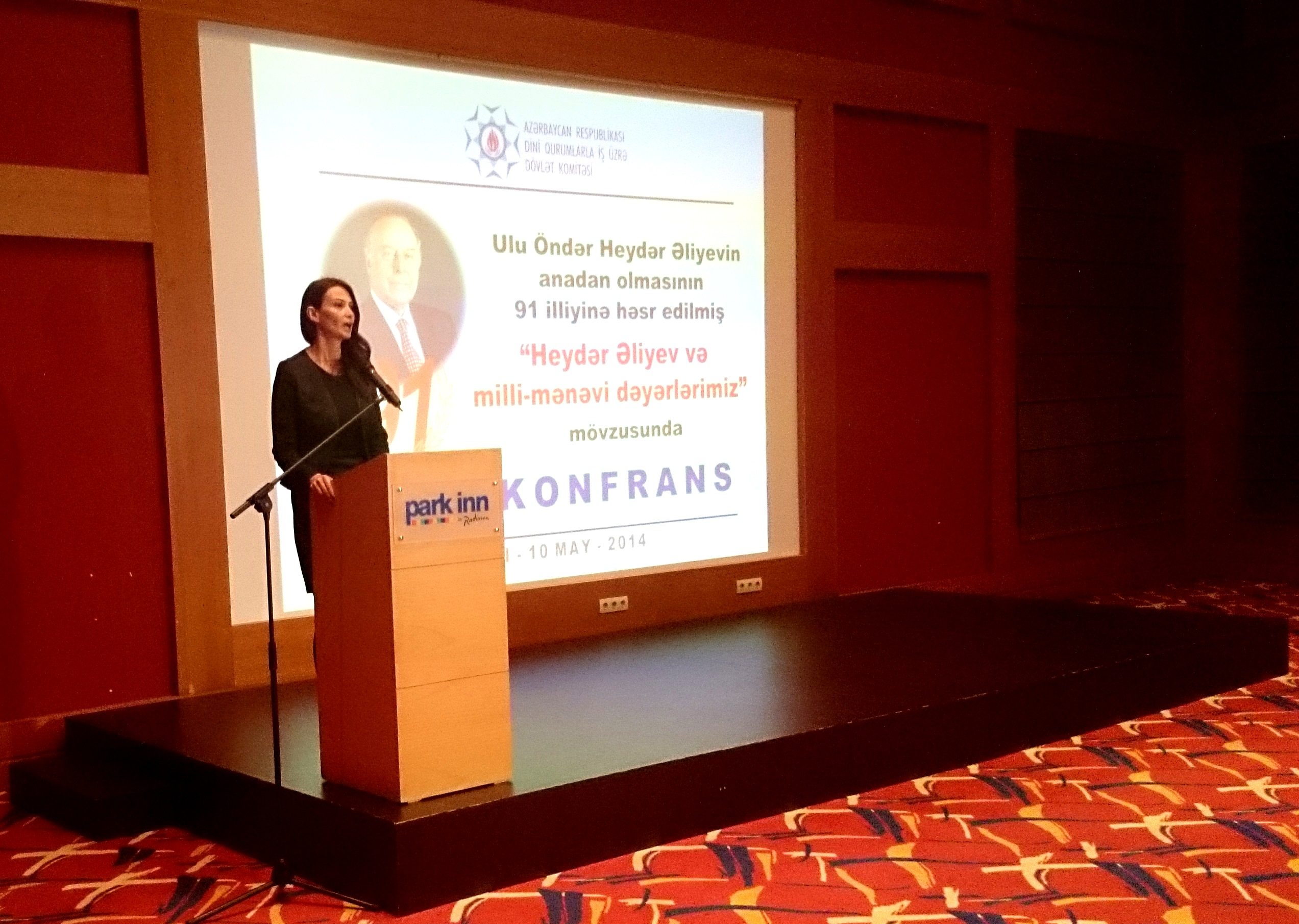
Ganira Pashayeva (1975–2023)

- Pashazadeh, Mehdi (* 1973), iranischer Fußballspieler und -trainer
- Pashia, Haiqal (* 1998), singapurischer Fußballspieler
- Pashinin, Oleg (* 1974), usbekischer Fußballtorhüter
- Pashko, Gramoz (1955–2006), albanischer Wirtschaftswissenschaftler und Politiker
- Pashko, Josif (1918–1963), albanischer kommunistischer Politiker
- Pashku, Anton (1937–1995), albanischer Schriftsteller
- Pashley, Anne (1935–2016), britische Sprinterin und Sopranistin
- Pashley, Robert (1805–1859), englischer Ökonom und Reiseschriftsteller
- Pashley, Wayne, australischer Sounddesigner, Sound-Editor und Toningenieur
- Pasht-Han, Alim (* 1972), russischer Maler, Grafiker, Bildhauer und Medienkünstler

### Pasi
- Pasi, Charles (* 1984), französischer Musiker (Jazz, Blues, Rock, Weltmusik)
- Pasi, Geeta (* 1962), US-amerikanische Diplomatin
- Pasiades, griechischer Töpfer und Vasenmaler
- Pasiades-Maler, griechischer Vasenmaler des weißgrundigen Stils
- Pasiarová, Anna (* 1949), tschechoslowakische Skilangläuferin
- Pasias, griechischer Maler
- Pašić, Alem (* 1997), österreichischer Fußballspieler
- Pašić, Nikola (1845–1926), serbischer Politiker und RegierungschefNikola Pašić (1845–1926)

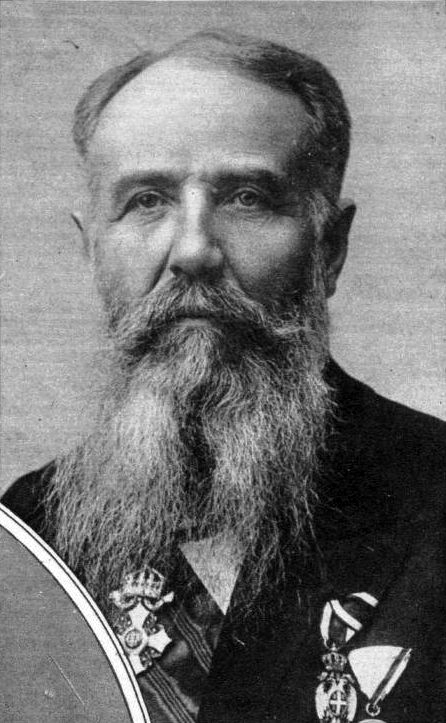
Nikola Pašić (1845–1926)

- Pašić, Predrag (* 1958), jugoslawischer Fußballspieler
- Pasic, Vladimir (1970–2004), serbischer Fußballspieler
- Pasichnuk, Brinson (* 1997), kanadischer Eishockeyspieler
- Pasichny, Cornelius John (1927–2014), kanadischer Geistlicher und ukrainisch-griechisch-katholischer Bischof von Toronto
- Pasichnyk, Natalya (* 1971), schwedisch-ukrainische klassische Pianistin
- Pasiciel, Marco (* 1989), deutscher Fußballspieler
- Pasidienus Firmus, Lucius, Suffektkonsul 75
- Pasidienus Firmus, Publius, römischer Suffektkonsul (65)
- Pasieka, Dariusz (* 1965), polnischer Fußballspieler und -trainer
- Pasig, Gustav (1833–1895), evangelisch-lutherischer Pfarrer und deutscher Volksschriftsteller
- Pasikowski, Władysław (* 1959), polnischer Regisseur und Drehbuchautor
- Pasikrates, König von Kourion auf Zypern
- Pasikrates, König von Soloi auf Zypern
- Pašilis, Evaldas (* 1973), litauischer Jurist
- Pasin Deeleart (* 2000), thailändischer Fußballspieler
- Pasin Horyingsawad (* 2002), thailändischer Fußballspieler
- Pasinati, Piero (1910–2000), italienischer Fußballspieler und -trainer
- Pasinelli, Lorenzo (1629–1700), italienischer Maler
- Pasinetti, Francesco (1911–1949), italienischer Drehbuchautor und Kurzfilmregisseur
- Pasinetti, Luigi L. (1930–2023), italienischer Ökonom
- Pasing, Anton Markus (* 1962), deutscher Architekt
- Pasini, Cesare (* 1950), italienischer Paläograf und Bibliothekar
- Pasini, Claudia (1939–2015), italienische Florettfechterin
- Pasini, Fabio (* 1980), italienischer Skilangläufer
- Pasini, Mattia (* 1985), italienischer Motorradrennfahrer
- Pasini, Renato (* 1977), italienischer Skilangläufer
- Pasion († 370 v. Chr.), antiker Bankier
- Pasion, Isabella (* 2006), US-amerikanisch-philippinische Fußballspielerin
- Pasiteles, griechischer Bildhauer und Kunstschriftsteller
- Pasitschnyk, Olga (* 1968), ukrainische klassische Sängerin (Sopranistin), in Polen ansässig
- Pasiut, Grzegorz (* 1987), polnischer Eishockeyspieler

### Pasj
- Pasjun, Marija (* 1953), sowjetische Ruderin

### Pask
- Pask, Gordon (1928–1996), britischer Kybernetiker und Psychologe
- Paška, Dávid (* 1999), slowakischer Theaterregisseur, Dramatiker und Schriftsteller
- Paška, Jaroslav (1954–2021), slowakischer Politiker, MdEP
- Paška, Pavol (1958–2018), slowakischer Politiker, Mitglied des Nationalrats
- Paska, Walter (1923–2008), US-amerikanischer Theologe und Weihbischof in der Erzeparchie Philadelphia
- Paskai, László (1927–2015), ungarischer Geistlicher und Erzbischof von Esztergom-Budapest
- Paskali, Odhise (1903–1985), albanischer Bildhauer
- Paskali, Xhek (* 1990), deutscher Boxer
- Paskalis, Kostas (1929–2007), griechischer Opernsänger
- Paskauskas, Kristina (* 2004), britische Tennisspielerin
- Paškauskienė, Rūta (* 1977), litauische Tischtennisspielerin
- Paske Smith, Montague Bentley Talbot (1886–1946), britischer Botschafter
- Paske, Maurice (* 1996), deutscher Handballtorwart
- Paskewitsch, Iwan Fjodorowitsch (1782–1856), Graf Eriwanski, Fürst von Warschau, russischer MarschallIwan Fjodorowitsch Paskewitsch (1782–1856)

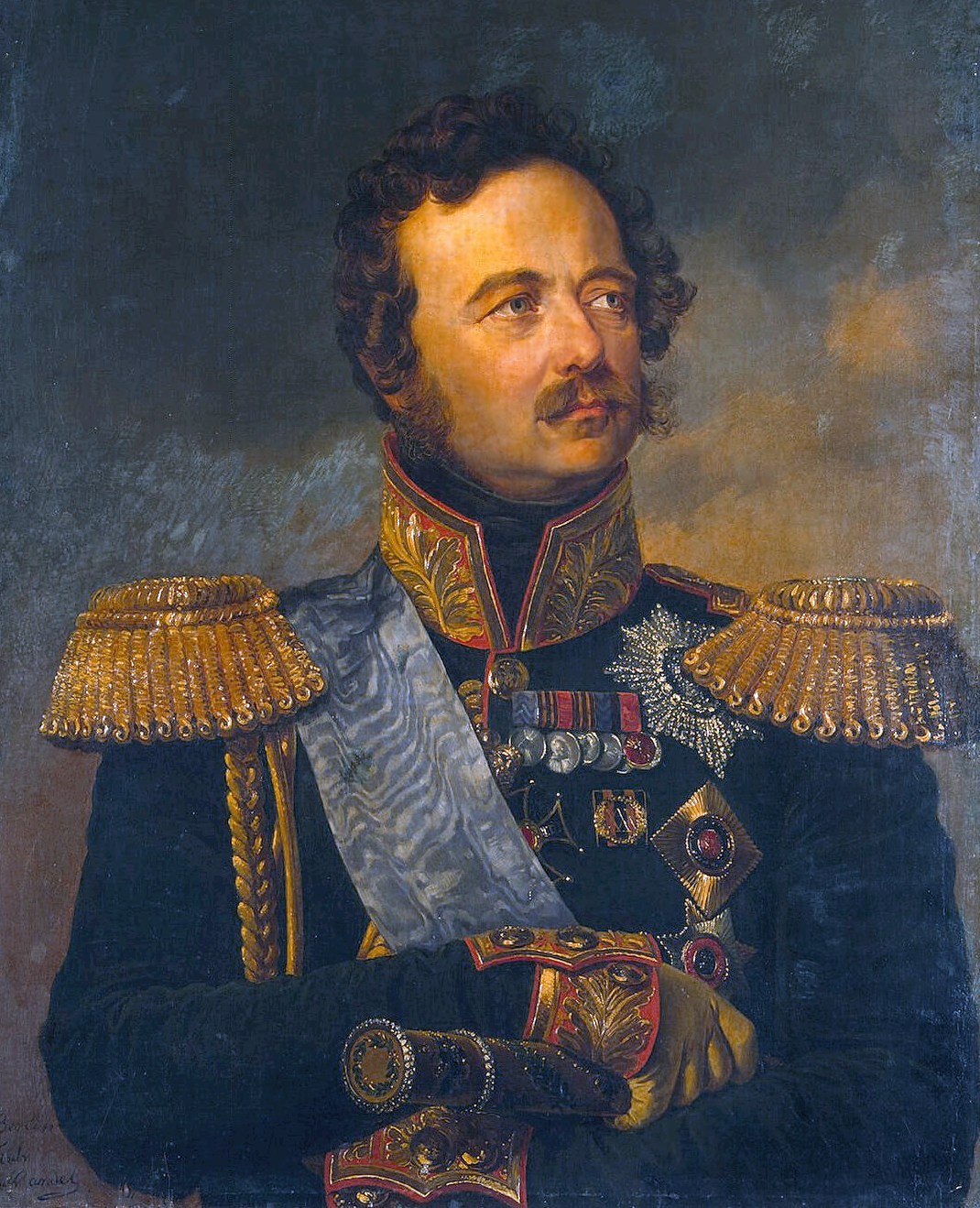
Iwan Fjodorowitsch Paskewitsch (1782–1856)

- Pasko, Dhimitër (1907–1967), albanischer Schriftsteller und Übersetzer
- Pasko, Grigori Michailowitsch (* 1962), russischer Journalist
- Pasko, Jewdokija Borissowna (1919–2017), sowjetische bzw. russische Navigatorin, Physikerin und Hochschullehrerin
- Paškovska, Inga (* 1992), lettische Biathletin
- Paskow, Viktor (1949–2009), bulgarischer Autor und Musiker
- Paskowski, André (1982–2013), deutscher Windsurfer
- Paskuda, Erhard (1922–2012), deutscher Maler
- Paskuda, Georg (1926–2001), deutscher Opernsänger und Tenor
- Paškus, Antanas (1924–2008), litauischer katholischer Philosoph und Psychologe
- Paškuwatti, Magierin
- Paskuy, Eva (* 1948), deutsche Handballspielerin
- Paškvalin, Fran (* 1984), kroatischer Wasserballspieler
- Paškvalin, Tomislav (* 1961), jugoslawischer Wasserballspieler

### Pasl
- Paslar, Nikolaj (* 1980), bulgarisch-moldauischer Ringer
- Pâslaru, Mina (1952–1995), rumänische Sängerin und Schauspielerin
- Paslat, Günther (1910–1987), deutscher Verwaltungsbeamter und SPD-Kommunalpolitiker
- Pasławska, Urszula (* 1977), polnische Politikerin
- Paslawski, Greg (* 1961), kanadischer Eishockeyspieler
- Paslay, Eric (* 1983), US-amerikanischer Countrymusiker
- Päsler, Ralf (* 1955), deutscher Politiker (Bündnis 90/Die Grünen), MdL
- Päsler, Ralf G. (* 1961), deutscher germanistischer Mediävist

### Pasm
- Pasmann, Hieronymus (1641–1716), deutscher evangelisch-lutherischer Geistlicher und Pädagoge
- Pasmore, Victor (1908–1998), britischer Maler und Reliefkünstler
- Pasmurow, Jakow Dmitrijewitsch (1913–1997), sowjetischer Militär, Major und Kommandant der Donau-Flottille

### Pasn
- Pasnjak, Sjanon (* 1944), belarussischer Politiker

### Paso
- Paso, Alfonso (1926–1978), spanischer Dramatiker
- Paso, Fernando del (1935–2018), mexikanischer Schriftsteller und Dichter
- Paso, Juan José (1757–1833), argentinischer Politiker
- Pasold, Eric W. (1906–1978), sudetendeutsch-britischer Unternehmer und Kunstsammler
- Pasolini, Giuseppe (1815–1876), italienischer Politiker
- Pasolini, Pier Paolo (1922–1975), italienischer Filmregisseur und DichterPier Paolo Pasolini (1922–1975)

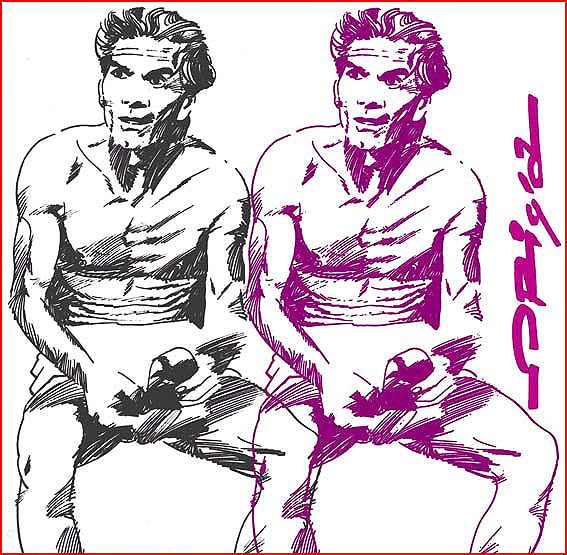
Pier Paolo Pasolini (1922–1975)

- Pasolini, Renzo (1938–1973), italienischer Motorradrennfahrer
- Pasolini, Roberto (* 1971), italienischer römisch-katholischer Ordensgeistlicher, Prediger des päpstlichen Hauses
- Pasolini, Uberto (* 1957), italienischer Filmproduzent, Regisseur und Drehbuchautor
- Pasolini, Waldes (* 1962), san-marinesischer Fußballspieler
- Pasor, Georg (1570–1637), deutscher Theologe
- Pasor, Matthias (1599–1658), deutscher reformierter Theologe, Mathematiker und Linguist
- Pasos, Amaury (1935–2024), brasilianischer Basketballspieler
- Pasotti, Alfredo (1925–2000), italienischer Radrennfahrer
- Pasotti, Gaétan (1890–1950), italienischer römisch-katholischer Bischof, Salesianer Don Boscos, Missionar
- Pasotti, Giorgio (* 1973), italienischer Filmschauspieler
- Pasotti, Marsilio (1939–1989), italienischer Automobilrennfahrer
- Pasotto, Giuseppe (* 1954), italienischer Ordensgeistlicher, Apostolischer Administrator von Kaukasien
- Pašović, Dino (* 1986), bosnisch-herzegowinischer Eishockeytorwart

### Pasp
- Paspalj, Žarko (* 1966), serbisch-montenegrinischer Basketballspieler
- Paspati, Effrosini (1880–1935), griechische Tennisspielerin
- Paspatis, Konstantinos (1878–1903), griechischer Tennisspieler

### Pasq
- Pasqua, Alan (* 1952), US-amerikanischer Jazz- und Rockkeyboarder
- Pasqua, Charles (1927–2015), französischer Politiker, Mitglied der Nationalversammlung, MdEP
- Pasqua, Simone (1492–1565), Kardinal der katholischen Kirche
- Pasqua-Casny, Gloria, Friseuse beim Film
- Pasqual, Manuel (* 1982), italienischer Fußballspieler
- Pasqualati, Amalie (1818–1903), österreichische Schauspielerin, Tänzerin und Theaterleiterin
- Pasquale, Frédéric de (1931–2001), französischer Schauspieler
- Pasquale, Giovanni (* 1982), italienischer Fußballspieler
- Pasquale, Lucia (* 1995), italienische Leichtathletin
- Pasquale, Steven (* 1976), US-amerikanischer Schauspieler
- Pasquale, Umberto (1906–1985), italienischer Ordenspriester und Schriftsteller
- Pasquali, Adriana (1928–2020), italienische Rechtsanwältin und Politikerin
- Pasquali, Adrien (1958–1999), italienisch-schweizerischer Schriftsteller, Literaturwissenschaftler und Übersetzer
- Pasquali, Alberto (* 1937), italienischer Politiker und Rechtsanwalt
- Pasquali, Bella (* 2006), australische Sprinterin
- Pasquali, Giorgio (1885–1952), italienischer Altphilologe
- Pasquali, Giorgio (1925–2012), italienischer Politiker
- Pasquali, Laurent (1975–2018), französischer Autorennfahrer
- Pasquali, Luigi (1530–1560), evangelischer Märtyrer, Prediger
- Pasqualigo, Pietro (1472–1515), venezianischer Diplomat
- Pasqualin, Valentino (1930–1989), italienischer Politiker, Mitglied der Camera dei deputati
- Pasqualini, Alessandro (* 1493), italienischer Architekt und Festungsbaumeister
- Pasqualini, Johann (I.) von, italienischer Architekt und Baumeister
- Pasqualini, Johann von (1562–1612), deutscher Architekt und Festungsbaumeister
- Pasqualini, Marc’Antonio (1614–1691), italienischer Sänger, Kastrat und Komponist
- Pasqualini, Maximilian von (1534–1572), italienischer Architekt
- Pasqualini, Philéas (* 1995), französischer American-Football-Spieler
- Pasqualino, Luke (* 1990), englischer Schauspieler
- Pasquall, Jerome (1902–1971), US-amerikanischer Jazzmusiker (Saxophone, Klarinette)
- Pasqualon, Andrea (* 1988), italienischer Straßenradrennfahrer
- Pasqualotto, Adelio (* 1950), italienischer Ordensgeistlicher, Apostolischer Vikar von Napo
- Pasqualotto, Mário (* 1938), italienischer Geistlicher, emeritierter Weihbischof in Manaus
- Pasquarelli, Ruggero (* 1993), italienischer Sänger, Schauspieler und ModeratorRuggero Pasquarelli (* 1993)

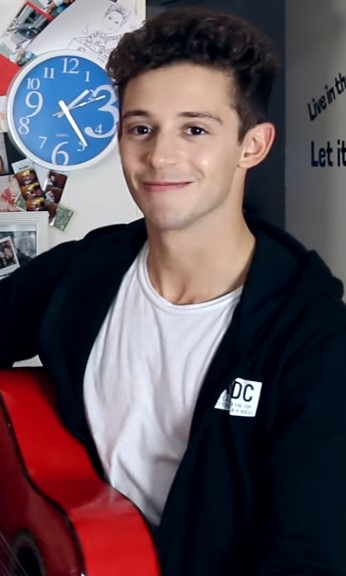
Ruggero Pasquarelli (* 1993)

- Pasquato, Cristian (* 1989), italienischer Fußballspieler
- Pasquay, Wolfgang (1931–2006), deutscher Pianist, Komponist und Musikpädagoge
- Pasque, Aubin (1903–1981), belgischer Maler, Zeichner und Grafiker
- Pasqué, Ernst (1821–1892), deutscher Opernsänger (Bariton), Opernregisseur, Theaterleiter, Schriftsteller und Librettist
- Pasquesi, David (* 1960), US-amerikanischer Schauspieler und Komiker
- Pasquet, Louis (1867–1931), französischer Politiker
- Pasquet, Nicolás (* 1958), uruguayischer Dirigent
- Pasquich, Johann (1753–1829), ungarisch-österreichischer Astronom und Mathematiker
- Pasquier, Alain (* 1942), französischer Klassischer Archäologe, langjähriger Leiter der Antikenabteilung des Louvre
- Pasquier, Albert (1892–1976), Schweizer Politiker (CVP)
- Pasquier, Arthur (1883–1963), französischer Radrennfahrer und Schrittmacher
- Pasquier, Bruno (* 1943), französischer Bratschist
- Pasquier, Élodie, französische Jazz- und Improvisationsmusikerin (Klarinette, Komposition)
- Pasquier, Ernest (1889–1965), französischer Schrittmacher
- Pasquier, Étienne (1529–1615), französischer Jurist und Literat
- Pasquier, Étienne-Denis (1767–1862), französischer Politiker und Diplomat, Minister
- Pasquier, Gustave (1877–1965), französischer Radrennfahrer
- Pasquier, Jean-Marie-Joseph-Augustin (1924–2004), französischer Geistlicher, römisch-katholischer Bischof von Ngaoundéré
- Pasquier, Roger du (1917–1999), Schweizer Journalist, Autor und Übersetzer
- Pasquier, Vincent (* 1957), französischer Physiker
- Pasquier-Eichenberger, Isabelle (* 1973), Schweizer Politikerin (Grüne)
- Pasquill, Frank (1914–1994), britischer Meteorologe und Professor
- Pasquin, John (* 1944), US-amerikanischer Fernseh- und Filmregisseur
- Pasquini, Alice (* 1980), italienische Streetart-Künstlerin, Zeichnerin, Set-Designerin und Illustratorin
- Pasquini, Angelo (* 1948), italienischer Journalist, Drehbuchautor und Filmregisseur
- Pasquini, Bernardo (1637–1710), italienischer Komponist des Barock
- Pasquini, Bruno (1914–1995), italienischer Radrennfahrer
- Pasquini, Carlo (* 1956), italienischer Regisseur, Schriftsteller und Librettist
- Pasquini, Ercole, italienischer Organist
- Pasquini, Giovanni Claudio (1695–1763), italienischer Librettist

### Pass
- Pass, Cyndi, Schauspielerin, Drehbuchautorin und Produzentin
- Pass, Herbert (1913–1983), österreichischer Zeichner, Maler und Grafiker
- Pass, Joe (1929–1994), amerikanischer JazzgitarristJoe Pass (1929–1994)

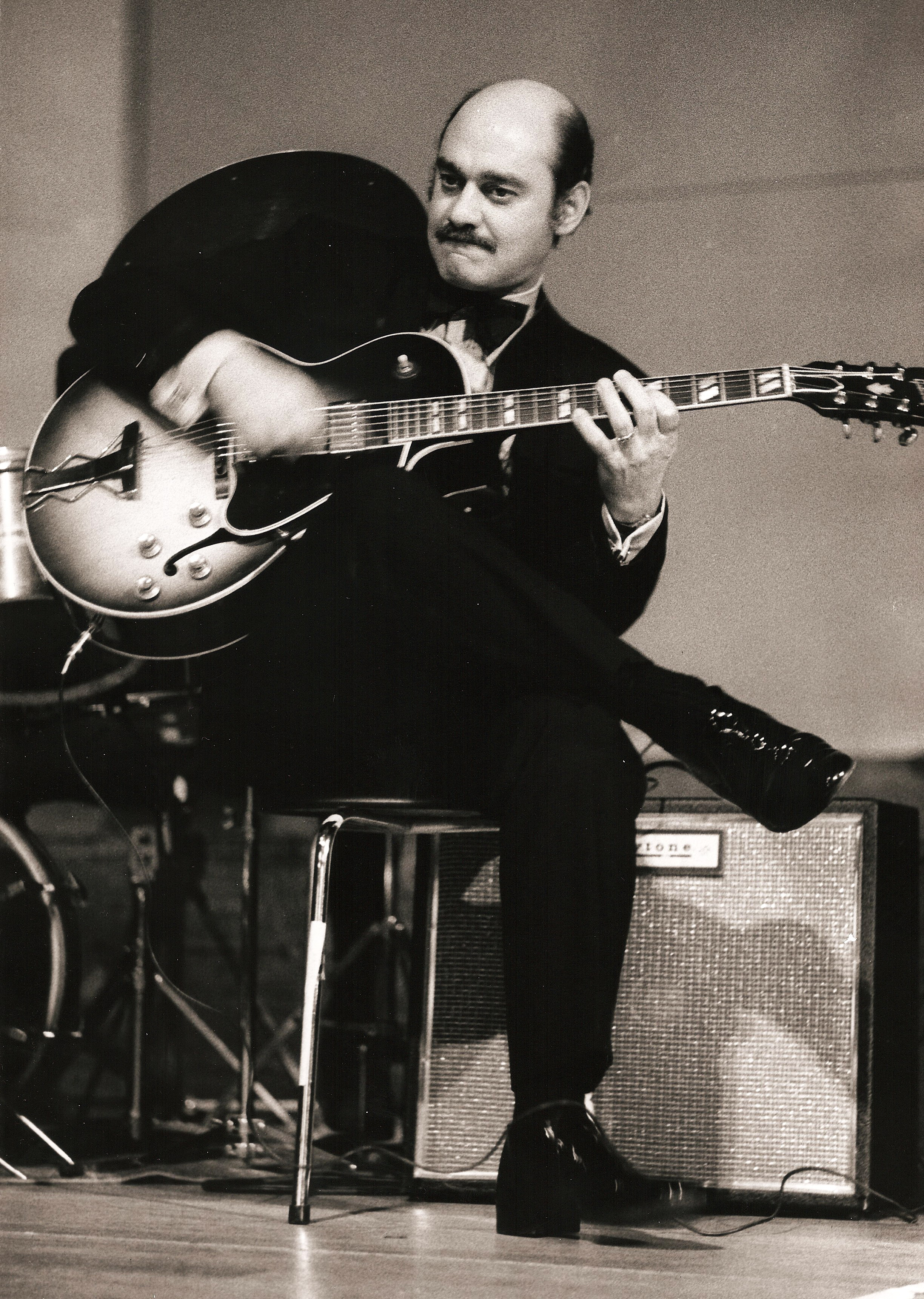
Joe Pass (1929–1994)

- Paß, Reinhard (* 1955), deutscher Politiker (SPD)
- Pass, Walter (1942–2001), österreichischer Musikwissenschaftler
- Pass-Weingartz, Doro (* 1951), deutsche Kommunalpolitikerin von Bündnis 90/Die Grünen
- Passacantando, Stelio (1927–2010), italienischer Cartoonist und Filmregisseur
- Passafari, Clara (1930–1994), argentinische Ethnologin, Anthropologin, Schriftstellerin und Dichterin
- Passaggio, Stefano (* 1921), italienischer Musiker
- Passaglia, Carlo (1812–1887), italienischer Theologe und Jesuit
- Passakorn Biaothungoi (* 2000), thailändischer Fußballspieler
- Passakorn Soonthonchuen (* 1998), thailändischer Fußballspieler
- Passakorn Suwannawat (* 1986), thailändischer Snookerspieler
- Passalacqua, Giuseppe († 1865), italienischer Antikensammler, Kunsthändler und Ägyptologe
- Passalacqua, Pino (1936–2003), italienischer Film- und Fernsehregisseur
- Passalent, Matthew (* 1997), kanadischer Volleyballspieler
- Passalis, Christos (* 1978), griechischer Regisseur und Schauspieler, der sowohl für das Theater als auch den Film arbeitet
- Passamonte, Fabian (* 1973), deutscher Schauspieler, Regisseur, Autor und Produzent
- Passani, Veronique (1932–2012), französisch-amerikanische Kunstmäzenin, Philanthropin und Journalistin
- Passannante, Giovanni (1849–1910), italienischer Koch und AnarchistGiovanni Passannante (1849–1910)

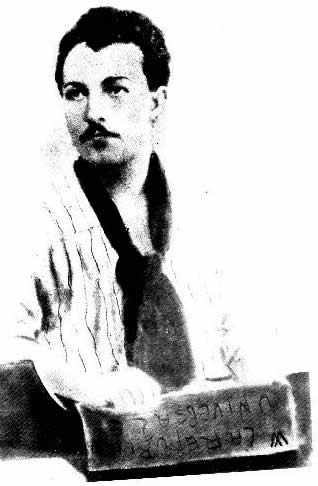
Giovanni Passannante (1849–1910)

- Passano, Alejandra da (1947–2014), argentinische Film-, Theater- und Kinoschauspielerin
- Passano, Giambattista (1815–1891), italienischer Italianist und Bibliograf
- Passard, Alain (* 1956), französischer Koch
- Passarella, Daniel (* 1953), argentinischer Fußballspieler und -trainer
- Passarelli, Claudio (* 1965), deutscher Ringer
- Passarelli, Pasquale (* 1957), deutscher Ringer
- Passarelli, Thomas (* 1955), deutscher Ringer
- Passarge, Hellmuth (* 1894), deutscher Schauspieler
- Passarge, Karl (1893–1967), deutscher Politiker und Verwaltungsfachmann
- Passarge, Ludwig (1825–1912), deutscher Reiseschriftsteller, Übersetzer und Herausgeber
- Passarge, Lukas (* 2004), deutscher Basketballspieler
- Passarge, Otto (1891–1976), deutscher Politiker (SPD), MdL, Bürgermeister von Lübeck
- Passarge, Paul (1851–1923), deutscher Schauspieler und Regisseur
- Passarge, Siegfried (1866–1958), deutscher Geograph, Geologe und Paläontologe
- Passarge, Ute (* 1962), deutsche Autorin
- Passarge, Walter (1898–1958), deutscher Kunsthistoriker
- Passari, Francesco Saverio (1744–1808), italienischer römisch-katholischer Geistlicher
- Pássaro, Dulce (* 1953), portugiesische Politikerin (PS), Ministerin
- Passaro, Francesco (* 2001), italienischer Tennisspieler
- Passaro, Nevio (* 1980), deutsch-italienischer Sänger, Songwriter und ProduzentNevio Passaro (* 1980)

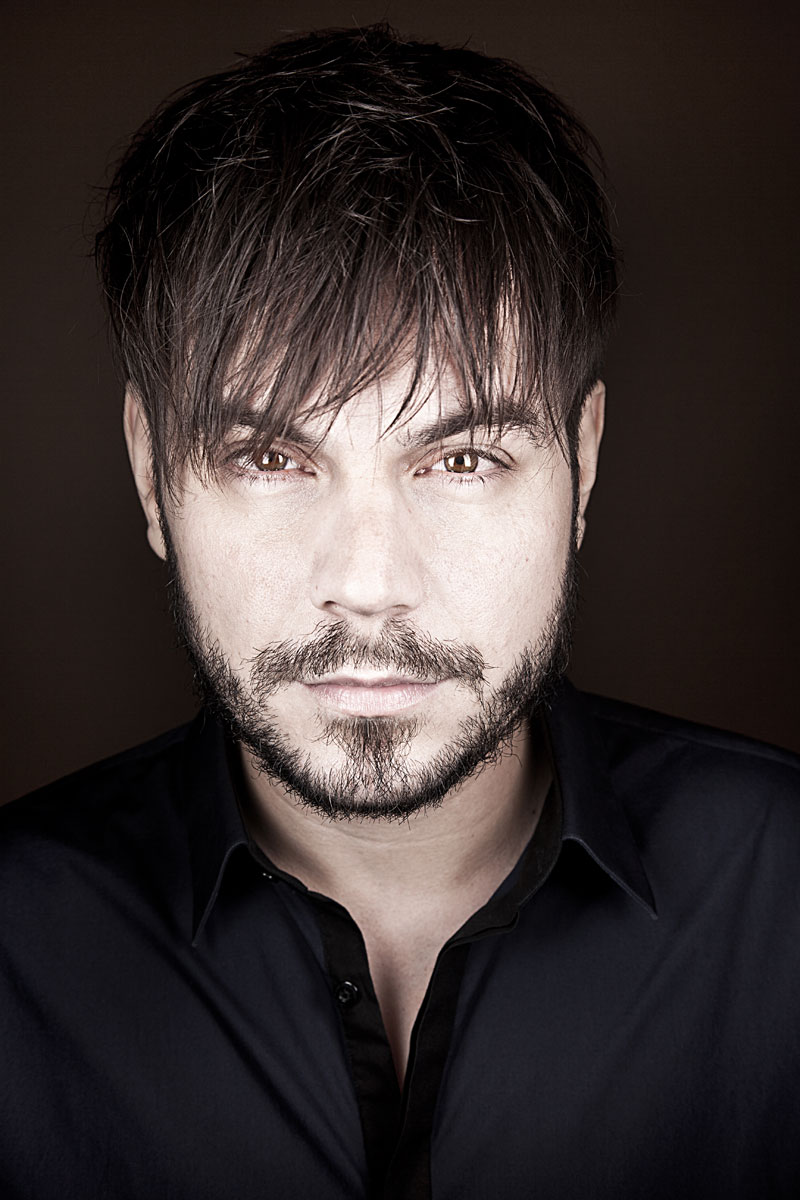
Nevio Passaro (* 1980)

- Passarotti, Bartolomeo (1529–1592), italienischer Maler und Radierer
- Passatore, Il (1824–1851), italienischer Brigant in der Romagna
- Passauer, Anton († 1749), Anführer des bayerischen Volksaufstandes 1705
- Passauer, Martin-Michael (* 1943), deutscher evangelischer Theologe
- Passavant, Adolph (1841–1926), deutscher Architekt und Unternehmer
- Passavant, Carl (1854–1887), Schweizer Mediziner
- Passavant, Ernst (1824–1909), Jurist und Politiker Freie Stadt Frankfurt
- Passavant, Georges (1862–1952), Schweizer Bankier und Fotograf
- Passavant, Hans Franz (1751–1834), Basler Bankier
- Passavant, Hans Franz (1845–1909), Schweizer Unternehmer
- Passavant, Hans von (1890–1953), deutscher Kaufmann und Mitglied des Provinziallandtages der Provinz Hessen-Nassau
- Passavant, Hermann (1864–1940), deutscher Elektroingenieur
- Passavant, Jakob (1777–1835), deutscher Kaufmann und Abgeordneter
- Passavant, Jakob Ludwig (1751–1827), Pfarrer der reformierten Kirche und Jugendfreund Johann Wolfgang von Goethes
- Passavant, Johann David (1787–1861), deutscher Maler und KunsthistorikerJohann David Passavant (1787–1861)

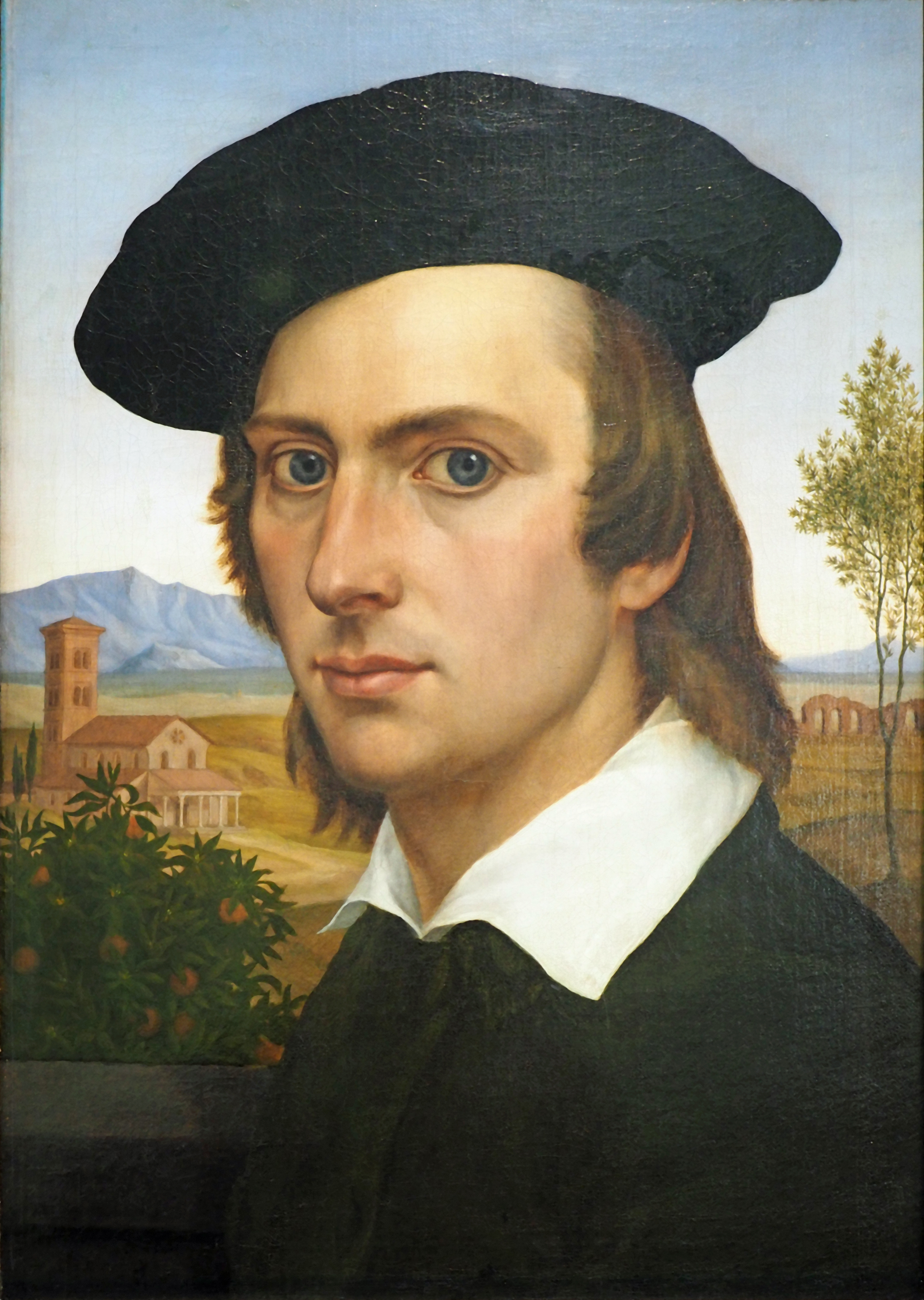
Johann David Passavant (1787–1861)

- Passavant, Johann Karl (1790–1857), deutscher Arzt und religiöser Schriftsteller
- Passavant, Nicolas (1559–1633), Basler Seidenbandweber
- Passavant, Philipp Gustav (1815–1893), deutscher Arzt und Geheimer Sanitätsrat
- Passavant, Philipp Hermann (1819–1889), Kaufmann in Frankfurt am Main
- Passavant, Philipp Jakob (1782–1856), Kaufmann in Frankfurt am Main
- Passavant, Richard von (1852–1923), deutscher Kaufmann und Kunstmäzen
- Passavant, Rudolf Emanuel (1641–1718), Kaufmann in Frankfurt am Main
- Passavant, Samuel (1787–1855), Kaufmann in Frankfurt am Main
- Passavant, Theophil (1787–1864), Schweizer Theologe
- Passavant, Wilhelm (1886–1959), deutscher Unternehmer
- Passavant, William Alfred (1821–1894), US-amerikanischer lutherischer Geistlicher
- Passavant-Herries, Philipp Jacob (1783–1856), deutscher Kaufmann und Abgeordneter
- Passavanti, Jacopo († 1357), italienischer Dominikanermönch und Schriftsteller
- Passe, Crispin der Ältere de (* 1564), flämischer Zeichner, Kupferstecher, Drucker und Verleger
- Passe, Crispin der Jüngere de, niederländischer Zeichner und Kupferstecher
- Passe, Hermann (* 1894), deutscher politischer Funktionär (NSDAP)
- Passe, Magdalena de (1600–1638), niederländische Kupferstecherin
- Passe, Simon de († 1647), niederländischer Kupferstecher und Medailleur
- Passe, Willem de, niederländischer Kupferstecher
- Passebecq, André (1920–2010), französischer Naturtherapeut
- Passehl, Otto Friedrich (1874–1940), deutscher Politiker (SPD), MdR
- Passek, Tatjana Sergejewna (1903–1968), russisch-sowjetische Prähistorikerin
- Passeka, Marija Walerjewna (* 1995), russische Kunstturnerin
- Passelewe, Robert († 1252), englischer Geistlicher und Beamter
- Passelewe, Simon, englischer Beamter und Richter
- Passello, Raymond (1905–1987), Schweizer Fussballspieler
- Passen, Hermann (1882–1949), deutscher Kommunalpolitiker (CDU), Oberbürgermeister von Krefeld
- Passendorfer, Jerzy (1923–2003), polnischer Regisseur und Politiker, Mitglied des Sejm
- Passenger (* 1984), britischer Singer-SongwriterPassenger (* 1984)

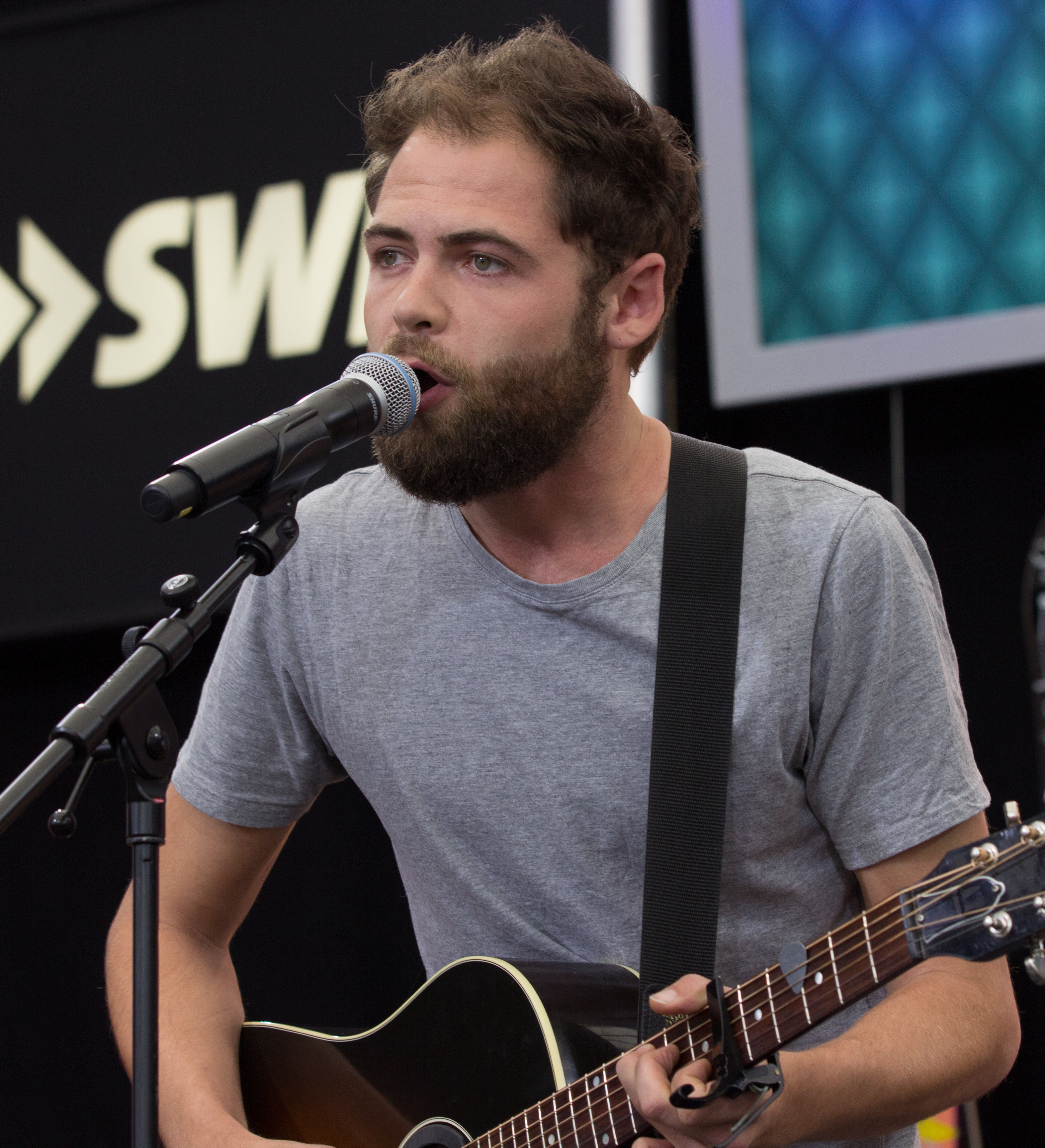
Passenger (* 1984)

- Passenheim, Hans, deutscher Fußballtorhüter
- Passenius Paulus, Gaius, römischer Offizier (Kaiserzeit)
- Passent, Daniel (1938–2022), polnischer Journalist, Autor und Diplomat
- Passer, Arent († 1637), niederländisch-estländischer Bildhauer und Steinmetz
- Passer, Dirch (1926–1980), dänischer Schauspieler und Komiker
- Passer, Ivan (1933–2020), tschechischer Regisseur und Drehbuchautor
- Passer, Jan (* 1974), tschechischer Jurist, Richter am Europäischen Gerichtshof
- Passer, Kirsten (1930–2012), dänische Schauspielerin und Restauratorin
- Passer, Marchen (* 1938), dänische Schauspielerin
- Passera, Corrado (* 1954), italienischer Bankmanager und Politiker
- Passerat, Jean (1534–1602), französischer Schriftsteller und Lyriker
- Passereau, Pierre, französischer Tenor und Komponist der Renaissance
- Passeri, Andrea De, italienischer Maler der Renaissance
- Passeri, Giovanni Battista († 1679), italienischer Maler und Kunstschriftsteller
- Passeri, Giovanni Battista (1694–1780), italienischer Altertumsforscher, Dichter und päpstlicher Beamter
- Passeri, Giuseppe (1654–1714), italienischer Architekt, Kirchenmaler und Porträtist
- Passerieu, Georges (1885–1928), französischer Radrennfahrer
- Passerin d’Entrèves, Alessandro (1902–1985), italienischer Rechtsphilosoph und Romanist
- Passerini Tosi, Carlo (1916–1991), italienischer Altphilologe, Romanist, Italianist und Lexikograf
- Passerini, Giovanni Battista (1658–1710), italienischer Steinmetzmeister und Bildhauer des Barock, Richter in Kaisersteinbruch
- Passerini, Giovanni Battista senior († 1678), italienisch-tschechischer Bau- und Steinmetzmeister
- Passerini, Lucas (* 1994), argentinischer Fußballspieler
- Passerini, Luigi (1816–1877), italienischer Historiker, Genealoge und Politiker
- Passerini, Silvio (1469–1529), italienischer Kardinal
- Passerini, Stefano (* 1959), italienischer Chemiker und Hochschullehrer, Elektrochemiker, Batteriematerialforscher
- Passeron, Aurélien (* 1984), französischer Radrennfahrer
- Passeron, Jean-Claude (* 1930), französischer Soziologe
- Passeron, Stéphane (* 1968), französischer Skilangläufer
- Passet, französischer Komponist des späten Mittelalters
- Passet, Oscar (* 1965), argentinischer Fußballtorhüter
- Passetschnik, Kirill (* 1993), kasachisch-ukrainischer Fußballspieler
- Passetschnik, Leonid Iwanowitsch (* 1970), ostukrainischer PolitikerLeonid Iwanowitsch Passetschnik (* 1970)

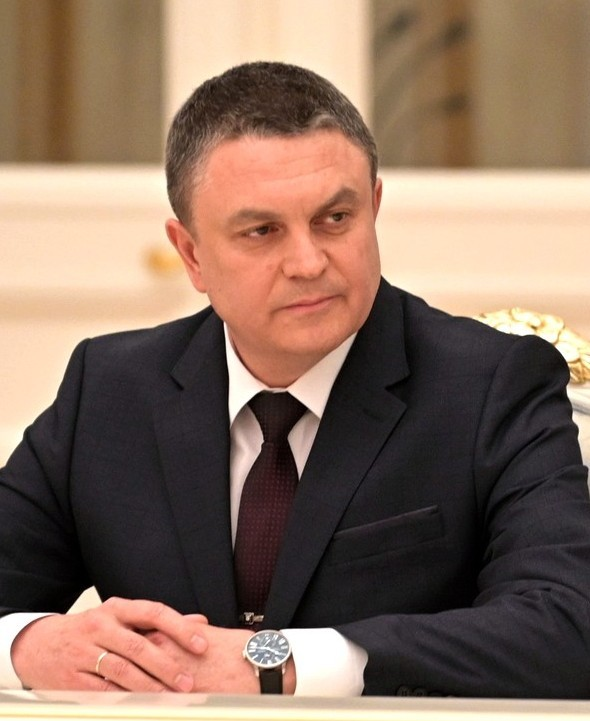
Leonid Iwanowitsch Passetschnik (* 1970)

- Passetschnik, Wladimir Artjomowitsch (1937–2001), sowjetischer Biologe
- Passetto, Giordano († 1557), italienischer Komponist, Organist und Kapellmeister
- Passeur, Steve (1899–1966), französischer Dramatiker und Drehbuchautor
- Passfeld, Thorsten (* 1975), deutscher Künstler
- Passi (* 1972), französischer Hip-Hop-Künstler
- Passi, Gérald (* 1964), französischer Fußballspieler
- Passi, Luca (1789–1866), römisch-katholischer Priester und Ordensgründer, Seliger
- Passi, Miguel (1923–1992), argentinischer Radrennfahrer
- Passi, Solomon (* 1956), bulgarischer Außenminister
- Passian, Rudolf (1924–2018), Schweizer Parapsychologe und Schriftsteller
- Passian, Walter (1949–2017), deutscher Schriftsteller und Dramatiker
- Passiatore, Raffaella (* 1966), italienische Schriftstellerin, Theaterregisseurin und Pianistin
- Passienus Licinus, Quintus, römischer Suffektkonsul (149)
- Passienus Rufus, Lucius, römischer Konsul 4 v. Chr.
- Passig, Bendix (1864–1957), deutscher Maler und Bildhauer
- Passig, Kathrin (* 1970), deutsche Journalistin und SchriftstellerinKathrin Passig (* 1970)

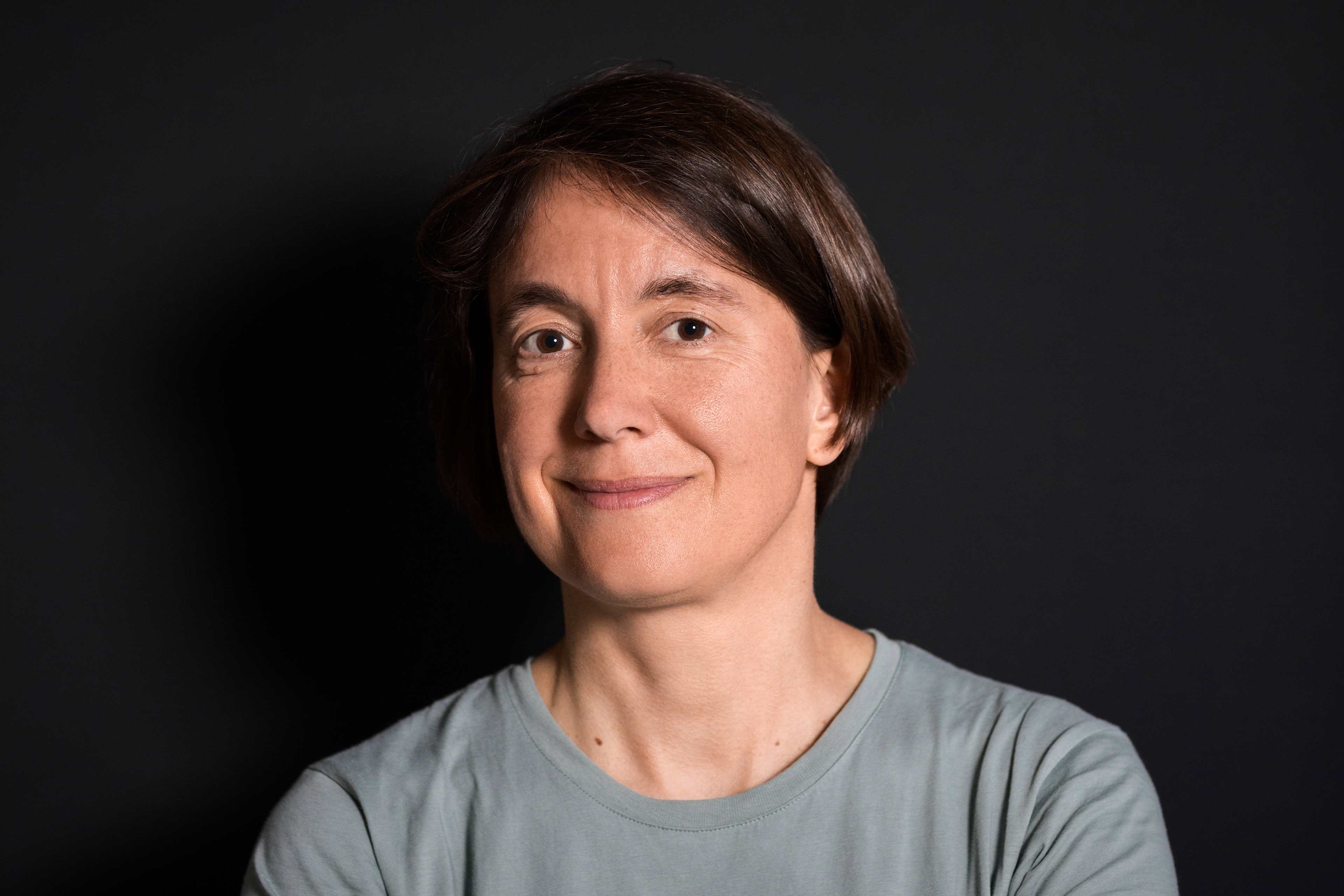
Kathrin Passig (* 1970)

- Passigato, Rino (* 1944), italienischer Geistlicher, emeritierter Diplomat des Heiligen Stuhls und römisch-katholischer Erzbischof
- Passing, Stefan (* 1980), deutscher Basketballspieler
- Passini Dalbello, Waldemar (* 1966), brasilianischer Geistlicher, römisch-katholischer Koadjutorbischof von Anápolis
- Passini, Johann Nepomuk (1798–1874), österreichischer Kupferstecher und Maler
- Passini, Ludwig (1832–1903), österreichischer Maler
- Passini, Rita (1882–1976), österreichische Malerin und Wandkeramikerin
- Passionei, Domenico Silvio (1682–1761), italienischer Kardinal
- Passionsmeister, gotischer Freskenmaler
- Passitschnyk, Stepan (* 1998), ukrainischer Skispringer
- Passitschnyk, Wiktor (* 1992), ukrainischer Nordischer Kombinierer
- Passiwan, Dirk (* 1976), deutscher Rollstuhlbasketballspieler und Trainer
- Passlack, Felix (* 1998), deutscher FußballspielerFelix Passlack (* 1998)

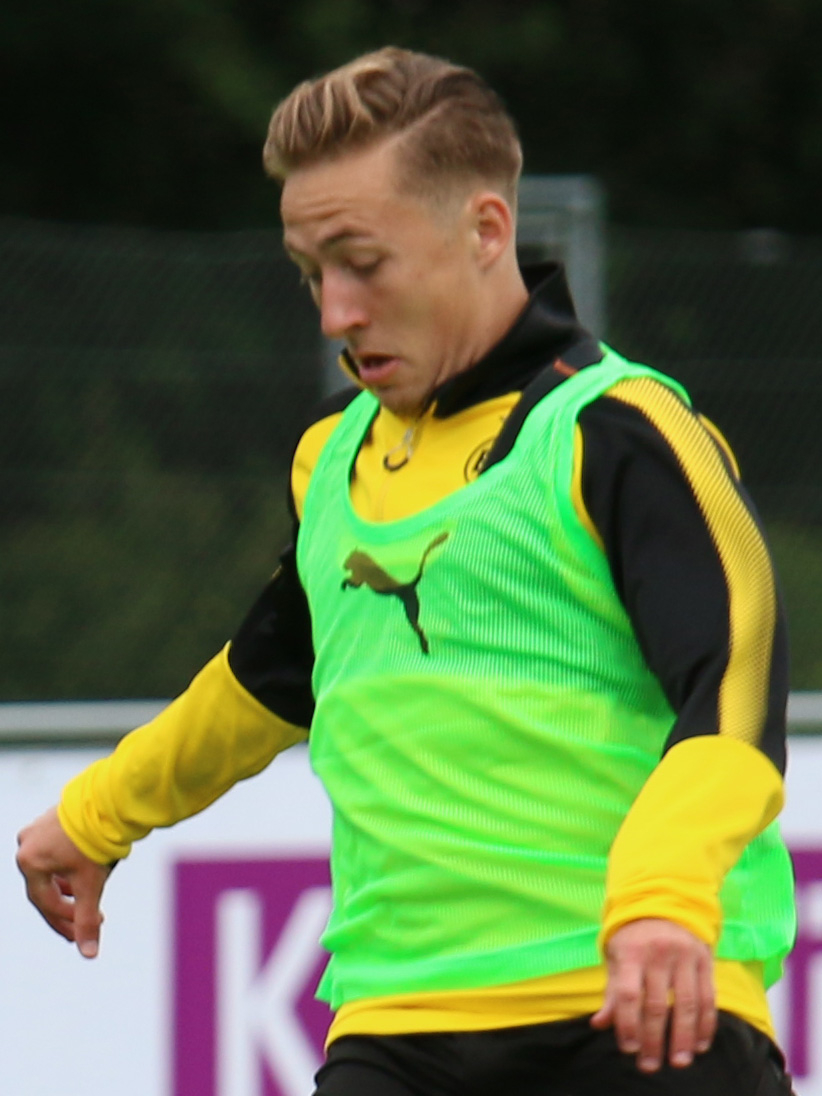
Felix Passlack (* 1998)

- Paßlack, Stephan (* 1970), deutscher Fußballspieler
- Päßler, Eberhard (1918–1979), deutscher Ingenieur, Erfinder, Firmeninhaber
- Pässler, Hans (1868–1938), deutscher Mediziner
- Pässler, Hans Heinrich (1940–2018), deutscher Chirurg und Hochschullehrer
- Pässler, Hans Wolfgang (1903–2001), deutscher Mediziner und Hochschullehrer
- Passler, Johann (* 1961), italienischer Biathlet
- Päßler, Martin († 1651), deutscher Unternehmer
- Passler, Rebecca (* 2001), italienische Biathletin
- Päßler, Rudolf (* 1922), deutscher Fußballtorwart
- Paßlick, Markus (* 1963), deutscher Percussionist und Autor
- Passman, Otto E. (1900–1988), US-amerikanischer Politiker (Demokratische Partei)
- Passman, Ray († 2010), US-amerikanischer Liedtexter, Musikproduzent und Musikverleger
- Passman, Richard A. (1925–2020), US-amerikanischer Luft- und Raumfahrtingenieur
- Paßmann, Hermann, Glocken- und Grapengießer
- Paßmann, Hermann (1873–1954), deutscher Unternehmer und Mäzen
- Passmann, Ken (* 1985), deutscher Eishockeyspieler (Torwart)
- Passmann, Sophie (* 1994), deutsche Autorin und RadiomoderatorinSophie Passmann (* 1994)

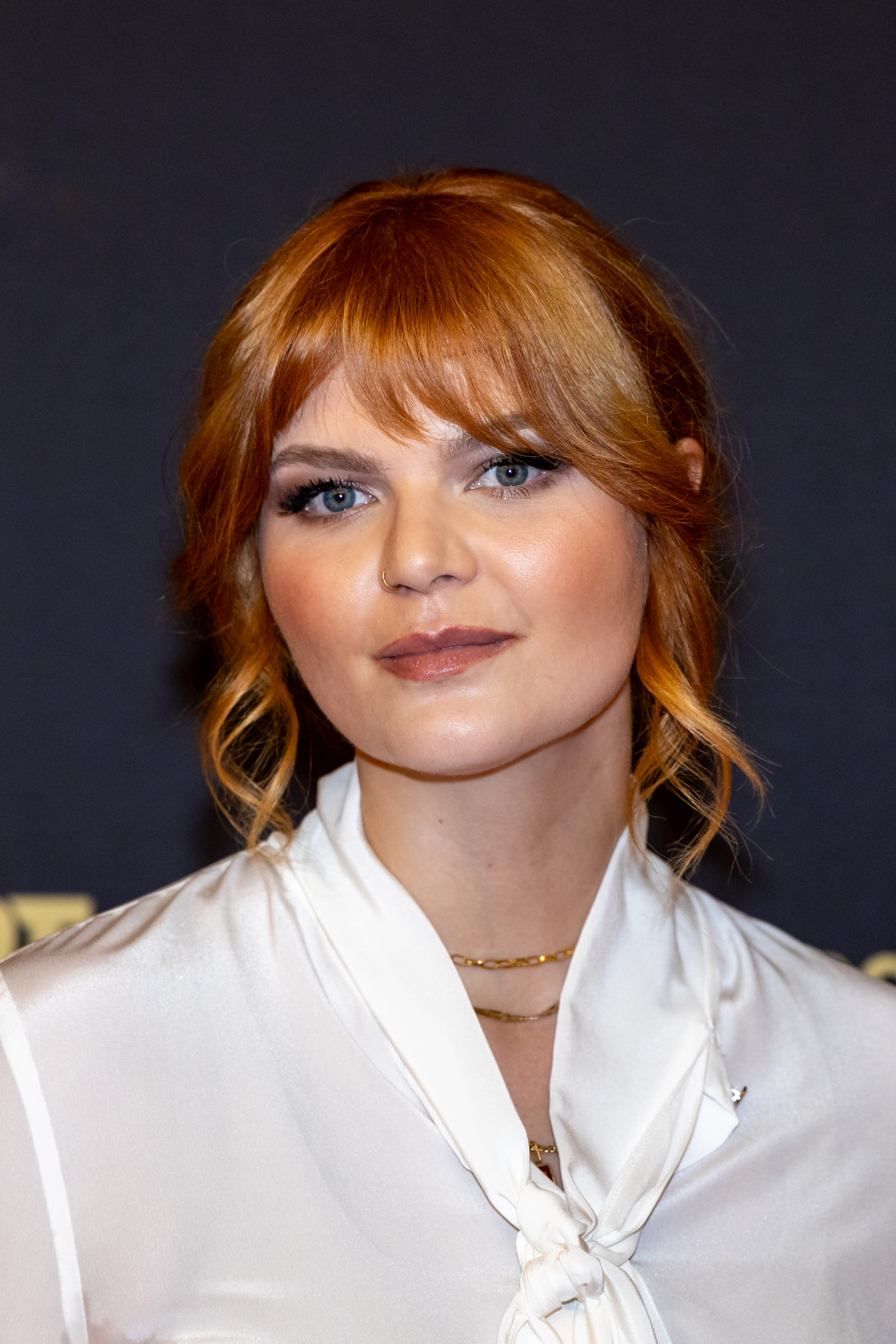
Sophie Passmann (* 1994)

- Passmore, George (1889–1952), US-amerikanischer Lacrossespieler
- Passmore, George (* 1942), britischer Künstler
- Passmore, John Richard (1904–1984), australischer Maler des Abstrakten Expressionismus und Kunstlehrer
- Passmore, Matt (* 1972), australischer Schauspieler
- Passmore, Steve (* 1973), kanadischer Eishockeyspieler
- Passmore, William (1882–1955), US-amerikanischer Lacrossespieler
- Passmore, William (1915–1986), südafrikanischer Boxer
- Passocha, Anna Borissowna (* 1949), sowjetische Ruderin
- Passola, Isona (* 1953), spanische Filmproduzentin und Drehbuchautorin
- Pässold, Martha (1911–1998), deutsche DBD-Funktionärin, MdV
- Passoles, Llorenç († 1683), katalanischer Kunstkeramiker des Barock
- Passolt, Gustav (1813–1895), deutscher Lehrer, Pfarrer und Politiker
- Passon, Ortwin (* 1962), deutscher Politikwissenschaftler, Schwulen- und AIDS-Aktivist
- Passon, Stacie (* 1969), US-amerikanische Regisseurin, Drehbuchautorin und Produzentin
- Passon, Ted, US-amerikanischer Filmregisseur und Filmproduzent
- Passoni, Dario (* 1974), italienischer Fußballspieler
- Passos Subrinho, Josué Modesto dos (* 1956), brasilianischer Wirtschaftswissenschaftler und Hochschulrektor
- Passos, Larri (* 1957), brasilianischer Tennisspieler und -trainer
- Passos, Manuel da Silva (1801–1862), portugiesischer Rechtsanwalt und Politiker
- Passos, Mônica (* 1956), brasilianische Schauspielerin und Sängerin
- Passos, Oscar (1902–1994), brasilianischer Politiker
- Passos, Ricardo da Silva (* 1953), portugiesischer Jurist
- Passos, Rosa (* 1952), brasilianische Sängerin und Gitarristin
- Passos, Soares de (1826–1860), portugiesischer Lyriker der Romantik
- Passoth, Jan-Hendrik (* 1978), deutscher Soziologe
- Passow, Anna Catharina von (1731–1757), dänische Schauspielerin und Autorin
- Passow, Arnold (1829–1870), deutscher Lehrer und Altphilologe
- Passow, Beate (* 1945), deutsche Künstlerin
- Passow, Carl (1798–1860), deutscher Philologe und Lehrer
- Passow, Carl Adolf (1859–1926), deutscher Mediziner, Otologe (Hals-Nasen-Ohrenarzt), Leiter der Ohrenklinik der Charité und Hochschullehrer
- Passow, Carl Albert von (1682–1757), deutscher Oberst in dänischen Diensten
- Passow, Franz (1786–1833), deutscher Klassischer Philologe
- Passow, Friedrich von (1865–1929), deutscher Generalleutnant
- Passow, Günther von (1605–1657), deutscher Jurist und Geheimer Rat
- Passow, Hans von (1827–1896), preußischer General der Infanterie
- Passow, Hartwig von († 1706), deutscher Offizier in dänischen Diensten während des Nordischen Krieges
- Passow, Hartwig von (1599–1644), deutscher Politiker und Diplomat
- Passow, Hermann (1865–1919), deutscher Chemiker und Unternehmer
- Passow, Kurt (1896–1972), deutscher Ingenieur, Motorradkonstrukteur, Designer, Erfinder, Unternehmer und Leiter des Maschinellen Berichtswesens des Reichsministers für Rüstung
- Passow, Oelgard von (1594–1654), Kammerzofe am dänischen Hof und später Kreditgeberin und Mäzenin in Mecklenburg
- Passow, Richard (1880–1949), deutscher Wirtschaftswissenschaftler (Nationalökonom)
- Passow, Wilhelm Arthur (1814–1864), deutscher Gymnasiallehrer, Philologe und Literaturhistoriker
- Passow, Wolfgang (1863–1901), deutscher Klassischer Philologe und Gymnasiallehrer
- Passuello, Domenico (* 1978), italienischer Triathlet
- Passulko, Wiktor (* 1961), sowjetischer Fußballspieler und Fußballtrainer
- Passuth, Krisztina (* 1937), ungarische Kunsthistorikerin
- Passuth, László (1900–1979), ungarischer Schriftsteller
- Passy, Anton (1788–1847), österreichischer Redemptorist und Schriftsteller
- Passy, Frédéric (1822–1912), französischer Parlamentarier und HumanistFrédéric Passy (1822–1912)

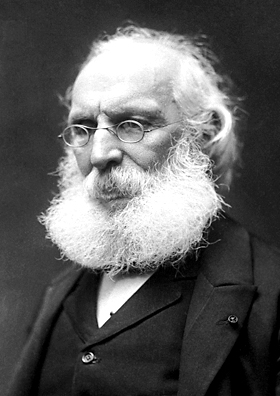
Frédéric Passy (1822–1912)

- Passy, Hippolyte (1793–1880), französischer Politiker und Nationalökonom
- Passy, Jacques (* 1975), mexikanischer Fußballtrainer
- Passy, Jean (1866–1898), französischer Bibliothekar, Archivar, Romanist und Dialektologe
- Passy, Paul (1859–1940), französischer Linguist und Gründer der International Phonetic Association im Jahr 1886
- Passy-Cornet, Adele (1838–1915), deutsche Opernsängerin (Sopran)
- Passy-Cornet, Anton (1868–1934), österreichischer Opernsänger (Tenor) und -regisseur
- Passy-Cornet, Josef (1864–1934), österreichischer Opernsänger (Bassbariton)

### Past
- Past, Ámbar (* 1949), mexikanische Poetin und bildende Künstlerin US-amerikanischer Abstammung
- Pasta, Carlo (1822–1893), Schweizer Politiker und Arzt
- Pasta, Giuditta (1797–1865), italienische Opernsängerin (Mezzosopran bzw. Sopran)Giuditta Pasta (1797–1865)

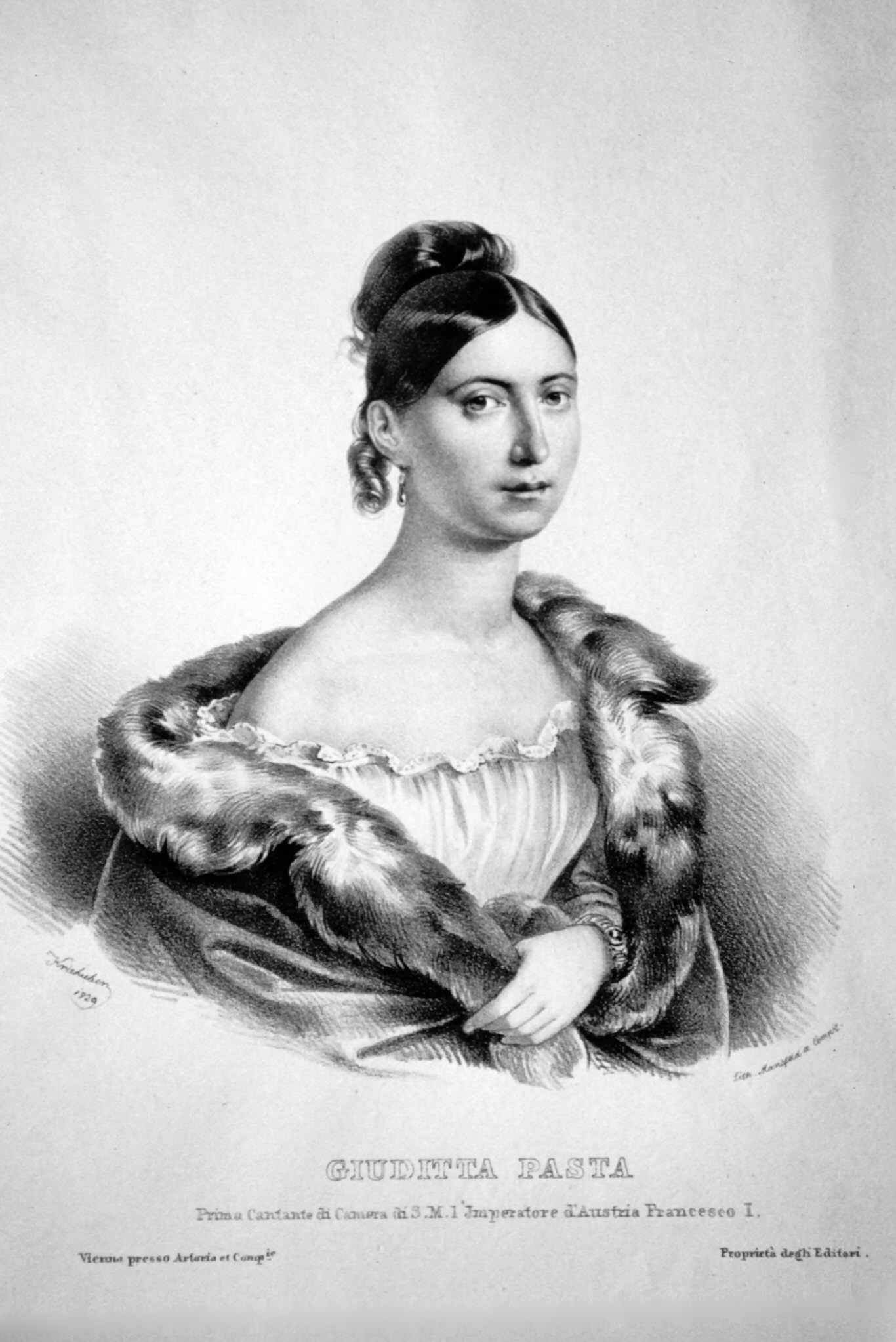
Giuditta Pasta (1797–1865)

- Pasta, John R. (1918–1984), US-amerikanischer Physiker und Informatiker
- Pasta, Narciso (1873–1944), italienischer Bahnradsportler
- Pasta, Paulo (* 1959), brasilianischer Maler, Zeichner, Illustrator und Hochschullehrer
- Pastana de Oliveira, Gilberto (* 1956), brasilianischer Geistlicher, römisch-katholischer Erzbischof von São Luís do Maranhão
- Pastau, Christian Friedrich Georg Ludwig von (1737–1805), preußischer Generalmajor, Chef des Dragonerregiments Nr. 7
- Pastau, Julius von (1813–1889), deutscher Arzt
- Pasté, Ferry, französischer Adliger, Marschall von Frankreich
- Pastecki, Stanisław (1907–1988), polnischer Eishockeyspieler
- Pastega, Aldo (1933–2021), Schweizer Fussballspieler
- Pastejříková, Hana (* 1944), tschechoslowakische bzw. tschechische Schauspielerin
- Pastell, George (1923–1976), US-amerikanischer britischer zypriotischer Schauspieler
- Pastenaci, Ernst (1794–1824), deutscher Musiker und Komponist
- Pastenaci, Kurt (1894–1961), deutscher Schriftsteller und Historiker
- Pastene, José (1915–1993), chilenischer Fußballspieler
- Pastene, Juan Bautista, italienischer Seekapitän und Konquistador in spanischen Diensten
- Paster, Astrid (* 1996), deutsche Musikerin
- Paster, James (1945–1989), US-amerikanischer Mörder
- Pasteris, Sonia (* 1966), italienische Squashspielerin
- Pasterk, Franc (1912–1943), slowenischer Partisan
- Pasterk, Ursula (* 1944), österreichische Politikerin (SPÖ), Wiener StadträtinUrsula Pasterk (* 1944)

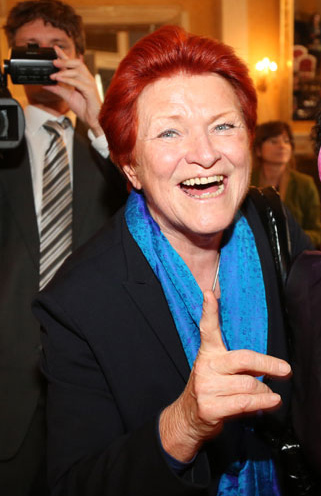
Ursula Pasterk (* 1944)

- Pasternack, Peer (* 1963), deutscher Sozialwissenschaftler
- Pasternak, Anne (* 1964), US-amerikanische Museumsleiterin
- Pasternak, Boris Leonidowitsch (1890–1960), russisch-sowjetischer Dichter und Schriftsteller
- Pasternak, Carol, US-amerikanische Filmproduzentin
- Pasternak, Günter (1932–2024), deutscher Arzt und Immunologe
- Pasternak, Joe (1901–1991), ungarisch-amerikanischer Filmproduzent
- Pasternak, Leonid Ossipowitsch (1862–1945), russischer Maler
- Pasternak, Luise (1859–1927), deutsche Schriftstellerin
- Pasternak, Pjotr Leontjewitsch (1885–1963), sowjetischer Bauingenieur
- Pasternak, Reagan (* 1977), kanadische Schauspielerin
- Pasterny, Udo (* 1947), deutscher Schriftsteller
- Pasterwitz, Georg (1730–1803), österreichischer Komponist und katholischer Geistlicher
- Pasteur, Enrico (1882–1958), italienischer Fußballspieler, -trainer und -schiedsrichter sowie Wasserballspieler und -schiedsrichter
- Pasteur, Louis (1822–1895), französischer Chemiker und Mikrobiologe
- Pastewka, Bastian (* 1972), deutscher Komödiant und SchauspielerBastian Pastewka (* 1972)

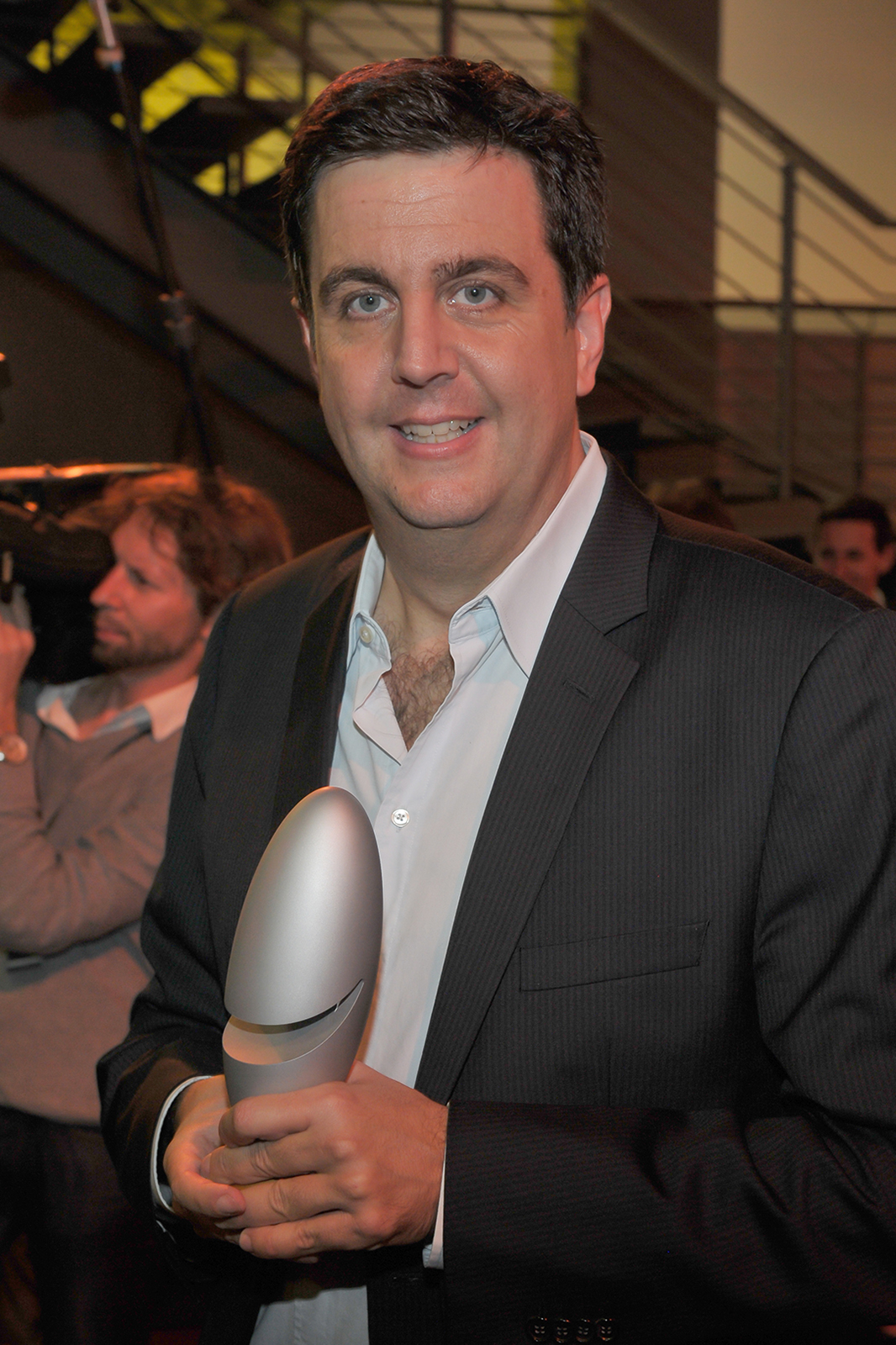
Bastian Pastewka (* 1972)

- Pastewsky, Jürgen (* 1961), deutscher Politiker (AfD)
- Pastijn, Peter, belgischer Squashspieler
- Paštiková, Julie (* 2008), tschechische Tennisspielerin
- Paštiková, Michaela (* 1980), tschechische Tennisspielerin
- Pàstina, Giorgio (1905–1956), italienischer Filmregisseur und Drehbuchautor
- Pastinha, Mestre (1889–1981), brasilianischer Kampfsportler und Begründer der Capoeira de Angola
- Pastior, Oskar (1927–2006), deutscher SchriftstellerOskar Pastior (1927–2006)

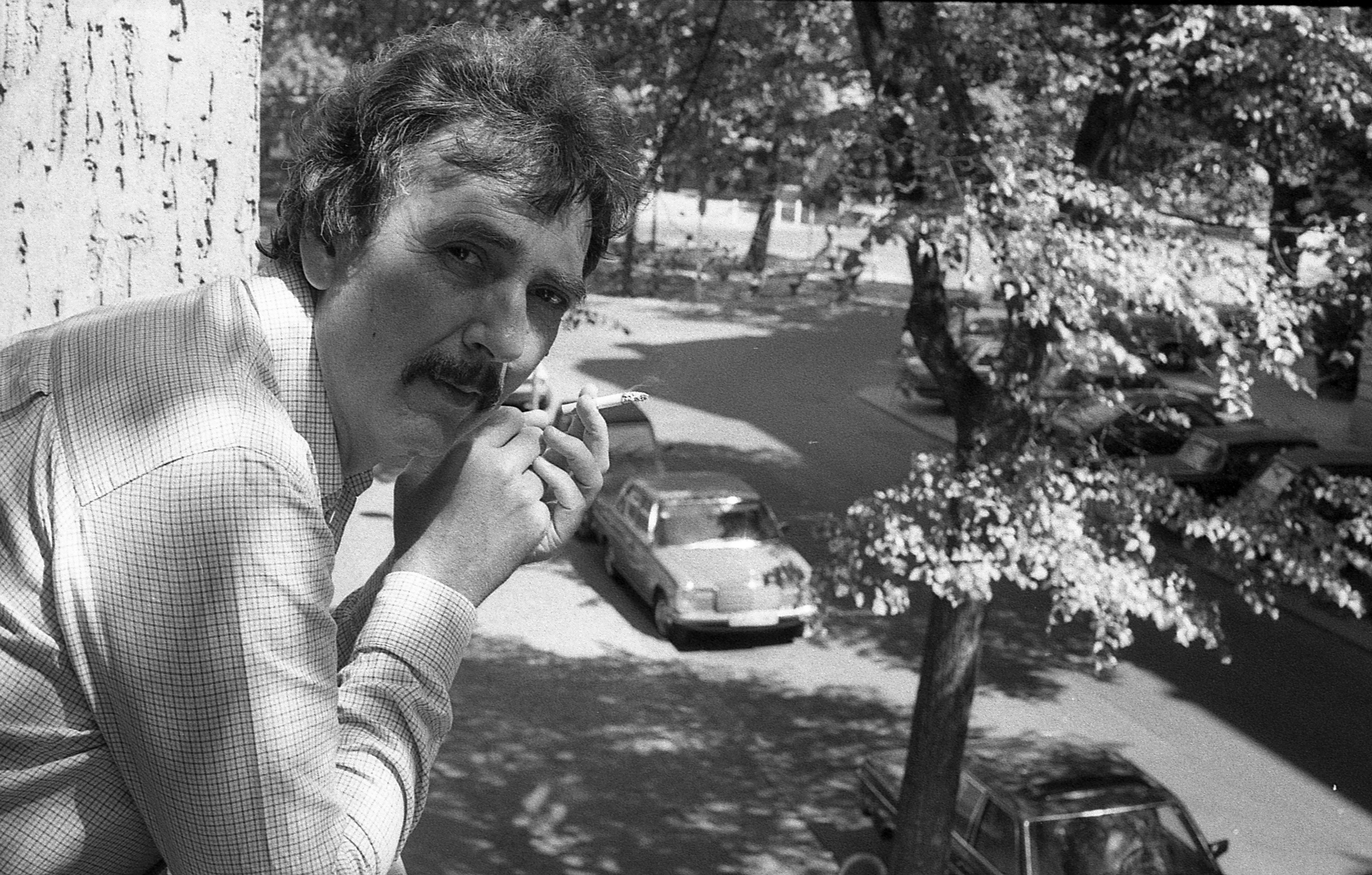
Oskar Pastior (1927–2006)

- Pastis, Stephan (* 1968), US-amerikanischer Comiczeichner
- Pastohr, Mandy (* 1978), deutsche politische Beamtin, Präsidentin des Bundesamt für Wirtschaft und Ausfuhrkontrolle
- Pastohr, Ulrike (* 1973), deutsche Richterin am Bundesgerichtshof
- Paston, John (1421–1466), englischer Jurist und Landbesitzer
- Paston, Margaret († 1484), englische Adlige
- Paston, Mark (* 1976), neuseeländischer Fußballtorhüter
- Paston-Bedingfeld, Henry (* 1943), englischer Heraldiker und Genealoge
- Pastonchi, Francesco (1874–1953), italienischer Dichter, Journalist und Italianist
- Pastoor, Alex (* 1966), niederländischer Fußballspieler und -trainer
- Pastoors, Gerhard (* 1936), deutscher Fußballspieler
- Pastoors, Susanne (1914–1984), deutsche Leichtathletin
- Pastor García, Ana (* 1977), spanische Journalistin
- Pastor i Castillo, Robert (* 1945), andorranischer Schriftsteller
- Pastor i Gràcia, Xavier (* 1950), spanischer Biologe und Umweltschützer
- Pastor Julián, Ana (* 1957), spanische Politikerin der Partido Popular
- Pastor López (1944–2019), venezolanischer Sänger
- Pastor Marco, Rafael (1860–1943), spanisch-kubanischer Komponist und Musikpädagoge
- Pastor Normann, Emma (1871–1954), deutsche Malerin und Illustratorin der Düsseldorfer Schule
- Pastor Vilanova, Pere (* 1968), andorranischer Jurist, Richter am Europäischen Gerichtshof für Menschenrechte
- Pastor, Adam, deutscher antitrinitarischer Täufer und einer der Leiter der norddeutschen Mennoniten
- Pastor, Adelina (* 1993), rumänische Leichtathletin
- Pastor, Alfredo (* 1944), spanischer Wirtschaftswissenschaftler
- Pastor, Carl Arthur (1885–1960), deutscher Bankier und Versicherungsunternehmer
- Pastor, Carlos Washington (1924–2012), argentinischer Militär und Politiker
- Pastor, David (* 1974), spanischer Jazzmusiker (Trompete, Komposition)
- Pastor, Ed (1943–2018), US-amerikanischer Politiker
- Pastor, Edda (* 1942), deutsche Schauspielerin
- Pastor, Frank (* 1957), deutscher FußballspielerFrank Pastor (* 1957)

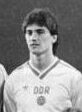
Frank Pastor (* 1957)

- Pastor, Gottfried (1809–1899), deutscher Wollfabrikant und Geheimer Kommerzienrat
- Pastor, Gustave Léon (1832–1922), deutsch-belgischer Hütteningenieur und Manager in der Montanindustrie
- Pastor, Hanns (1917–2009), deutscher Maler der Avantgarde und Kunsterzieher
- Pastor, Johann († 1510), deutscher Schöffe und Bürgermeister der Freien Reichsstadt Aachen
- Pastor, José (* 1996), spanischer Schauspieler
- Pastor, Juan Carlos (* 1968), spanischer Handballtrainer
- Pastor, Karl von (1857–1919), Verwaltungsbeamter und Landrat
- Pastor, Konrad Gustav (1796–1890), deutscher Industrieller und Reorganisator der S. A. Cockerill
- Pastor, Ludwig von (1854–1928), deutsch-österreichischer katholischer Historiker
- Pastor, Óscar (* 1962), spanischer Informatiker
- Pastor, Philipp Heinrich (1787–1844), deutscher Tuch- und Nadelfabrikant und Präsident der IHK Aachen
- Pastor, Rudolf Arthur (1828–1892), deutscher Nadelfabrikant und königlich-preußischer Kommerzienrat
- Pastor, Sevilla (* 1905), österreichische Schauspielerin
- Pastor, Tony (1907–1969), US-amerikanischer Jazzmusiker und Bigband-Leader
- Pastor, Valeriano (1927–2023), italienischer Architekt
- Pastor, Walter (1939–2024), deutscher Jurist
- Pastor, Willy (1867–1933), deutscher Kunst- und Kulturkritiker, Historiker und Schriftsteller
- Pastora Gómez, Edén (1937–2020), nicaraguanischer Guerillaführer und sandinistischer Politiker
- Pastore, Giampiero (* 1976), italienischer Säbelfechter
- Pastore, Giulio (1902–1969), italienischer Journalist, Gewerkschafter, Politiker, Mitglied der Abgeordnetenkammer und Minister
- Pastore, Javier (* 1989), argentinischer Fußballspieler
- Pastore, John O. (1907–2000), US-amerikanischer Politiker
- Pastore, Pierfranco (1927–2015), italienischer Geistlicher, Kurienbischof der römisch-katholischen Kirche
- Pastore, Piero (1903–1968), italienischer Fußballspieler und Schauspieler
- Pastore, Rodrigo (* 1972), argentinischer Basketballtrainer
- Pastore, Sergio (1932–1987), italienischer Filmregisseur, Drehbuchautor und Filmproduzent
- Pastore, Vincent (* 1946), US-amerikanischer Schauspieler italienischer AbstammungVincent Pastore (* 1946)

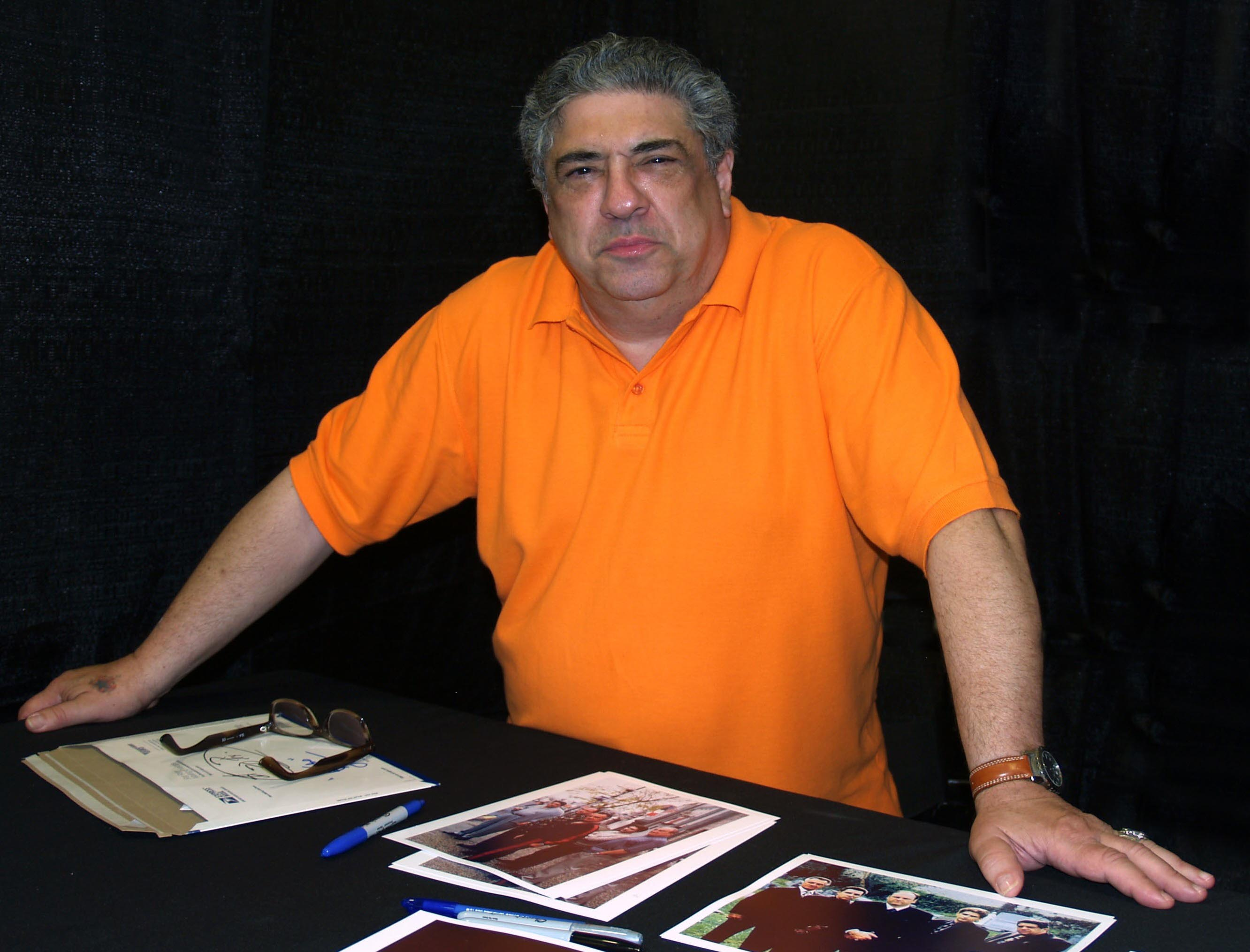
Vincent Pastore (* 1946)

- Pastore, William, Manager, Chief Executive Officer der Monster Worldwide, Inc.
- Pastorelli, Nicky (* 1983), niederländischer Automobilrennfahrer
- Pastorelli, Robert (1954–2004), US-amerikanischer Schauspieler
- Pastorello, Ester (1884–1971), italienische Archivarin und Bibliothekarin
- Pastoret, Claude-Emmanuel de (1755–1840), französischer Politiker und Schriftsteller
- Pastorff, Johann Wilhelm (1767–1838), deutscher Astronom
- Pastori, Maria (1895–1975), italienische Mathematikerin und Hochschullehrerin
- Pastori, Niña (* 1978), spanische Flamenco-Sängerin
- Pastorini, Dan (* 1949), US-amerikanischer American-Football-SpielerDan Pastorini (* 1949)

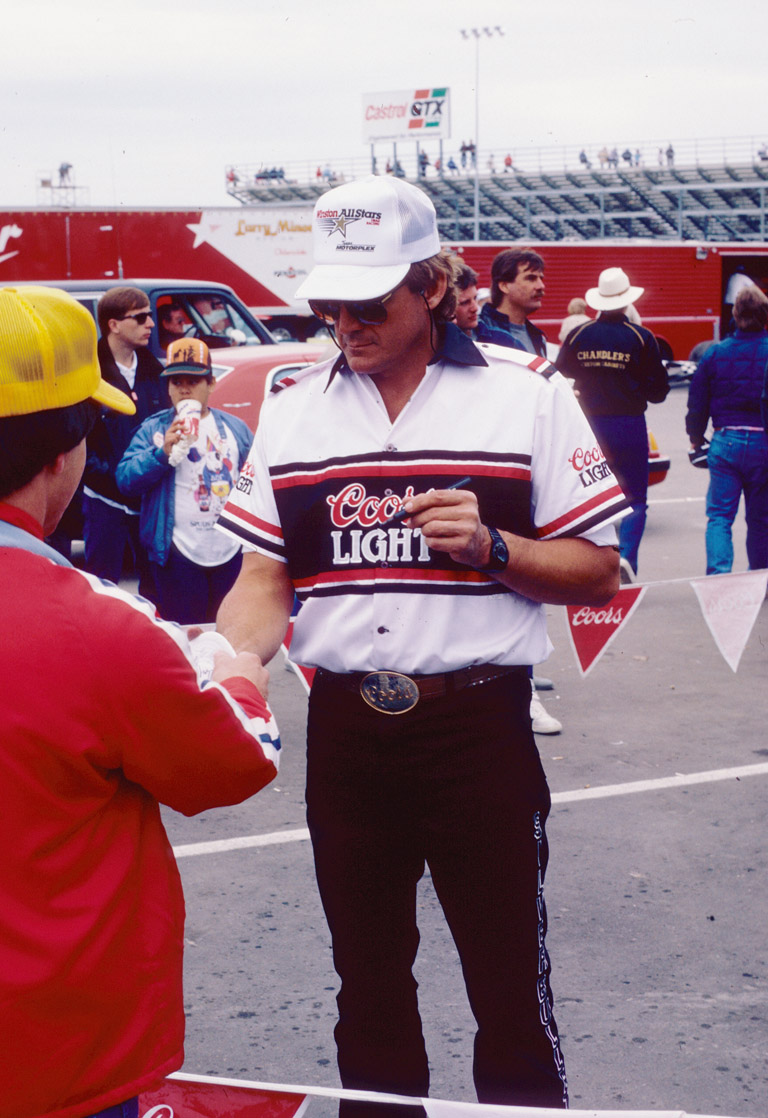
Dan Pastorini (* 1949)

- Pastorini, Manlio (1879–1942), italienischer Turner
- Pastorini, Rodrigo (* 1990), uruguayischer Fußballspieler
- Pastorino, Cody (* 1991), US-amerikanischer American-Football-Spieler
- Pastorino, Giacomo (* 1980), italienischer Wasserballspieler
- Pastorino, Giustino Giulio (1910–2005), italienischer Franziskaner, Apostolischer Vikar von Bengasi (1965–1997)
- Pastorino, Pelegrina (1902–1988), argentinische Journalistin
- Pastorius, Felix (* 1982), amerikanischer Fusionmusiker (E-Bass)
- Pastorius, Franz Daniel (1651–1719), deutsch-amerikanischer Jurist und Schriftsteller
- Pastorius, Jaco (1951–1987), US-amerikanischer Jazzmusiker und Komponist
- Pastorius, Julius (* 1982), amerikanischer Jazzmusiker (Schlagzeug)
- Pastoriza, Álvaro (* 1987), uruguayischer Fußballspieler
- Pastoriza, José (1942–2004), argentinischer Fußballspieler und -trainer
- Pastoriza, Miriani Griselda (* 1939), argentinisch-brasilianische Astrophysikerin und Hochschullehrerin
- Pastors, Artūrs (* 2001), lettischer Sprinter
- Pastörs, Udo (* 1952), deutscher Politiker (NPD) und NeonaziUdo Pastörs (* 1952)

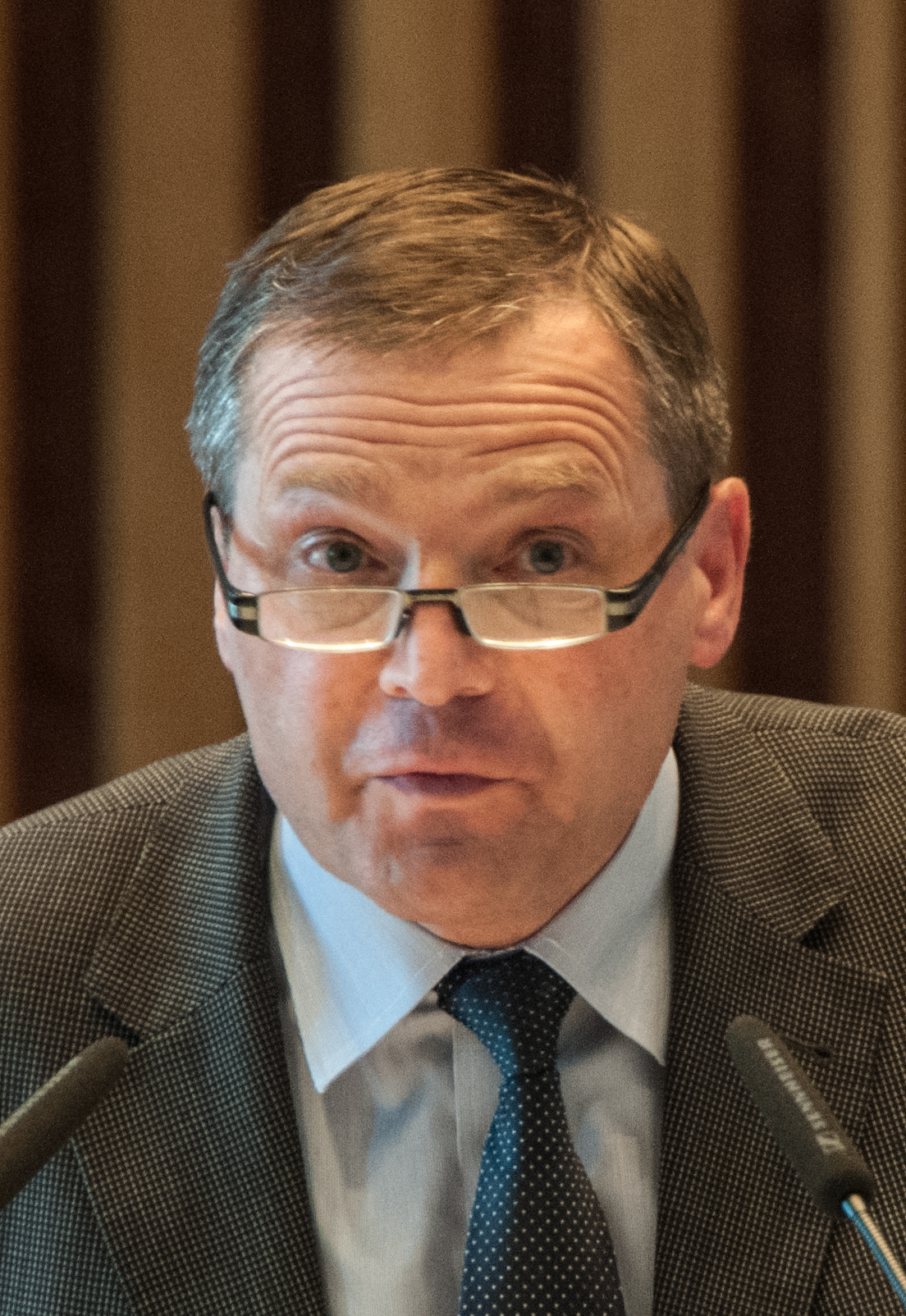
Udo Pastörs (* 1952)

- Pastorutti, Soledad (* 1980), argentinische Sängerin
- Pastötter, Jakob (* 1965), deutscher Sexualwissenschaftler und Kulturanthropologe
- Pastouna, James (* 1955), englischer Journalist, Filmemacher und Buchautor
- Pastourmatzi, Anastasia (* 1977), griechische Radrennfahrerin
- Pastrán, Lautaro (* 2002), argentinisch-chilenischer Fußballspieler
- Pastrana Borrero, Misael (1923–1997), kolumbianischer Politiker, Präsident Kolumbiens
- Pastrana González, Ángel (* 1972), spanischer Biathlet und Skilangläufer
- Pastrana, Álex (* 1992), spanischer Schauspieler
- Pastrana, Andrés (* 1954), kolumbianischer Politiker und Präsident der Republik Kolumbien
- Pastrana, Carlo (* 2005), philippinischer Eishockeyspieler
- Pastrana, Julia (1834–1860), Mexikanerin, die als „Affenfrau“ oder „hässlichste Frau der Welt“ bezeichnet wurde
- Pastrana, Marolyn (* 2007), ecuadorianische Sprinterin
- Pastrana, Mauricio (* 1973), kolumbianischer Boxer
- Pastrana, Travis (* 1983), amerikanischer Motocross- und FreestylemotocrosspilotTravis Pastrana (* 1983)

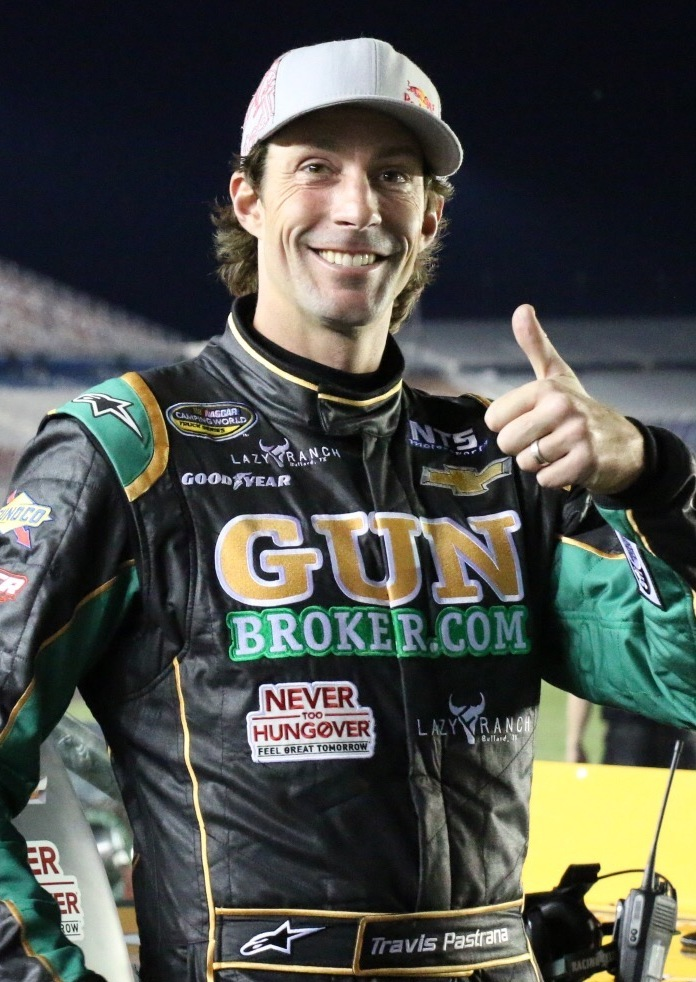
Travis Pastrana (* 1983)

- Pastrano, Willie (1935–1997), US-amerikanischer Boxer
- Pastre, Michel (* 1966), französischer Jazzmusiker (Tenorsaxophon, Bigband-Leader)
- Pastre, Ulysse (1864–1930), französischer Politiker, Mitglied der Nationalversammlung
- Pastreich, Emanuel (* 1964), US-amerikanischer Literaturwissenschaftler
- Pastrňák, David (* 1996), tschechischer Eishockeyspieler
- Pastrone, Giovanni (1883–1959), italienischer Filmregisseur, Drehbuchautor, Schriftsteller, Schauspieler
- Pastucha, Rudolf (1936–2022), lutherischer Theologe
- Pastuchow, Alexei Wjatscheslawowitsch (* 1989), russischer Beachvolleyballspieler
- Pastuchow, Nikolai Iwanowitsch (1831–1911), russischer Unternehmer, Verleger und Schriftsteller
- Pastuchow, Wladimir Borissowitsch (* 1963), russischer Politikwissenschaftler, Rechtswissenschaftler, Rechtsanwalt und ehrenamtlicher leitender wissenschaftlicher Mitarbeiter von der Schule für Slawistik und Osteuropastudien des University Colleges London
- Pastuña, María (* 1989), ecuadorianische Langstreckenläuferin
- Pastur, Leonid (* 1937), ukrainischer mathematischer Physiker
- Pasture, Marc R. (* 1947), belgischer Manager
- Pasturel, Solenn (* 1979), englische Badmintonspielerin (Jersey)
- Pastusiak, Longin (1935–2025), polnischer Politiker, Mitglied des Sejm, Historiker und Politologe
- Pastuszewski, Stefan (* 1949), polnischer Politiker, Sejm-Abgeordneter
- Pastuszka-Konieczna, Aneta (* 1978), polnische Kanurennsportlerin

### Pasu
- Pasuk Phongpaichit (* 1946), thailändische Wirtschaftswissenschaftlerin und Hochschullehrerin
- Pasut, Bruno (1914–2006), italienischer Komponist, Pianist, Organist, Chorleiter, Dirigent und Musikpädagoge

### Pasv
- Pasveer, Kathinka (* 1959), niederländische Soloflötistin
- Pasveer, Nick (* 1995), niederländisch-deutscher Schauspieler und Regisseur
- Pasveer, Remko (* 1983), niederländischer FußballtorhüterRemko Pasveer (* 1983)

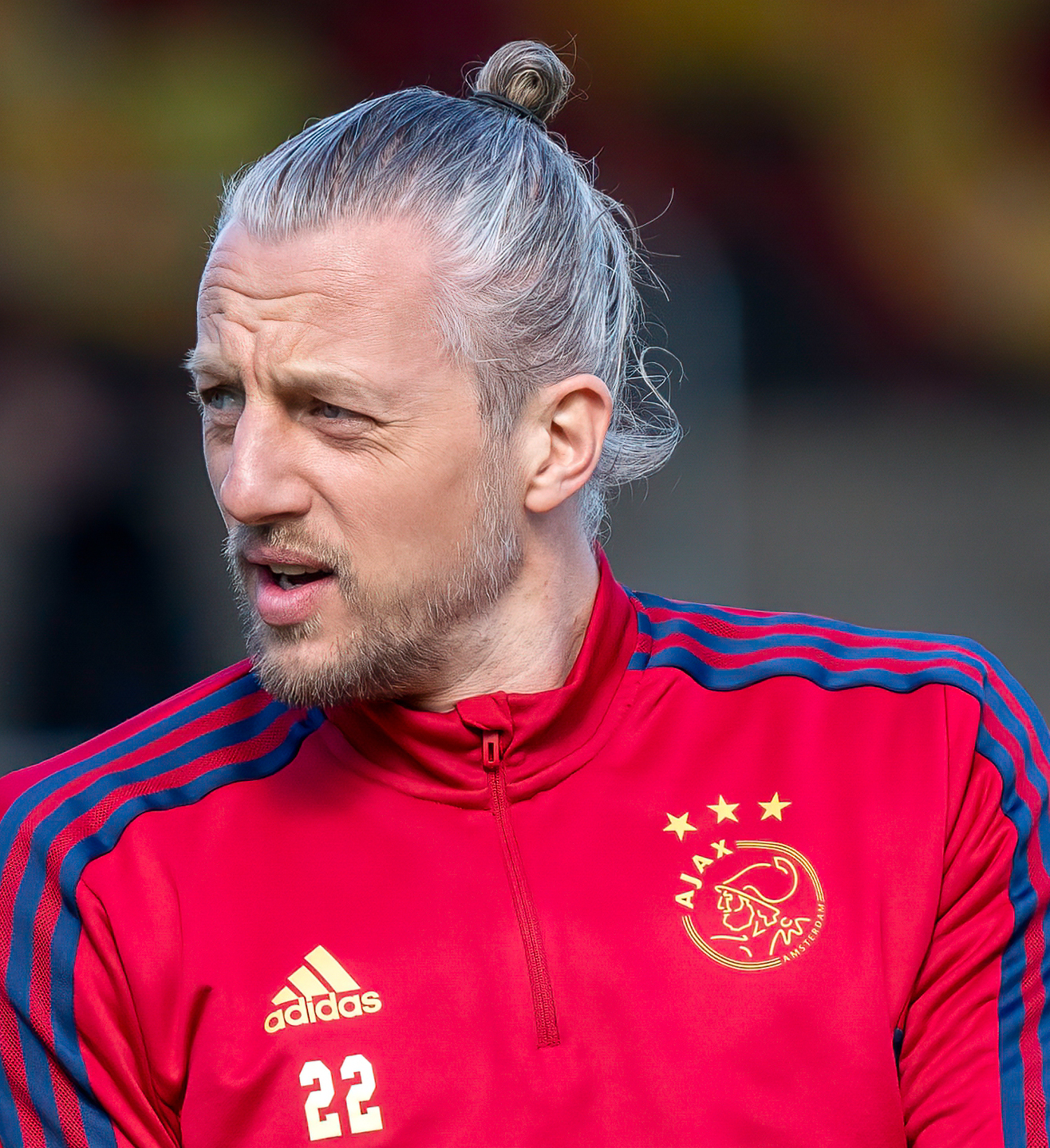
Remko Pasveer (* 1983)

- Pasvolsky, Jonathon (* 1972), australischer Schauspieler
- Pasvolsky, Steve (* 1966), australischer Filmregisseur und Computerspieleentwickler

### Pasw
- Paswan, Chirag (* 1982), indischer Politiker und Schauspieler
- Paswan, Ram Vilas (1946–2020), indischer Politiker
- Paswik, Marija Alexandrowna (1885–1955), russische bzw. sowjetische Radiochemikerin

### Pasz
- Paszek, Paulina (* 1997), deutsche Kanutin
- Paszek, Tamira (* 1990), österreichische Tennisspielerin
- Paszka, Jessica (* 1990), deutsche Reality-TV-DarstellerinJessica Paszka (* 1990)

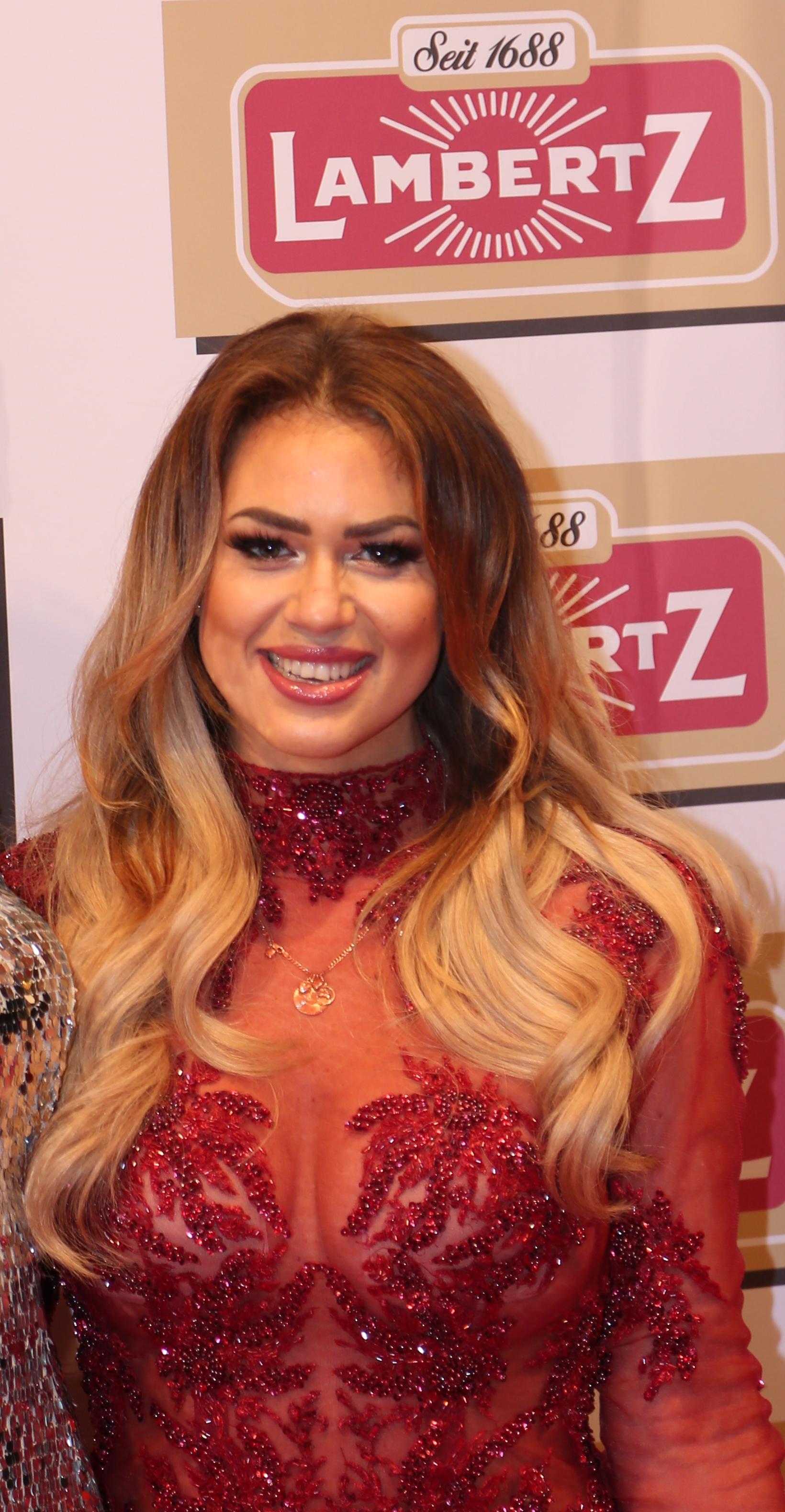
Jessica Paszka (* 1990)

- Paszkiewicz, Andrzej, polnischer Karmelit und Komponist
- Paszkiewicz, Peter (* 1943), österreichischer Steinbildhauer
- Paszkowiak, Alfred (1926–2000), deutscher Fotograf und Fotojournalist
- Paszkowska, Alexandra (* 1945), deutsche Fotografin, Autorin und Schauspielerin
- Paszkowski, Jakub (* 2006), polnischer Fußballspieler
- Pászthory, Casimir von (1886–1966), österreichischer Komponist
- Pászthory, Pálma von (1884–1958), ungarische Violinistin und Violinpädagogin
- Pászti, Elemér (1889–1965), ungarischer Turner
- Pasztircsák, Polina (* 1982), ungarische Opern- und Konzertsängerin in der Stimmlage Sopran
- Pásztor, Ákos (* 1991), ungarischer Handballspieler
- Pasztor, Austin (* 1990), US-amerikanischer American-Football-Spieler
- Pásztor, Béla (1894–1966), ungarischer Schauspieler bei Bühne und Film, ein Dramaturg, Autor, Filmproduzent, Regisseur bei Bühne und Film sowie ein Filmmanager
- Pásztor, Bence (* 1995), ungarischer Leichtathlet
- Pásztor, György (1923–2022), ungarischer Eishockeyspieler und Sportfunktionär
- Pásztor, István (1926–2015), ungarischer Radsportler und Radsporttrainer
- Pásztor, István (* 1971), ungarischer Handballspieler und -trainer
- Pásztor, Ján (1912–1988), tschechoslowakischer Geistlicher
- Pásztor, Noémi (* 1999), ungarische Handballspielerin
- Pásztor, Susann (* 1957), deutsche Schriftstellerin
- Pásztor, Szabolcs (1959–2022), ungarischer Fechter
- Pásztor, Zoltán (* 1959), ungarischer Radrennfahrer
- Pásztory-Bartók, Ditta (1903–1982), ungarische Pianistin, zweite Frau von Béla Bartók
- Paszyk, Krzysztof (* 1979), polnischer Jurist und Politiker